# Liste der Werke von Kasimir Malewitsch (Suprematistische Phase)

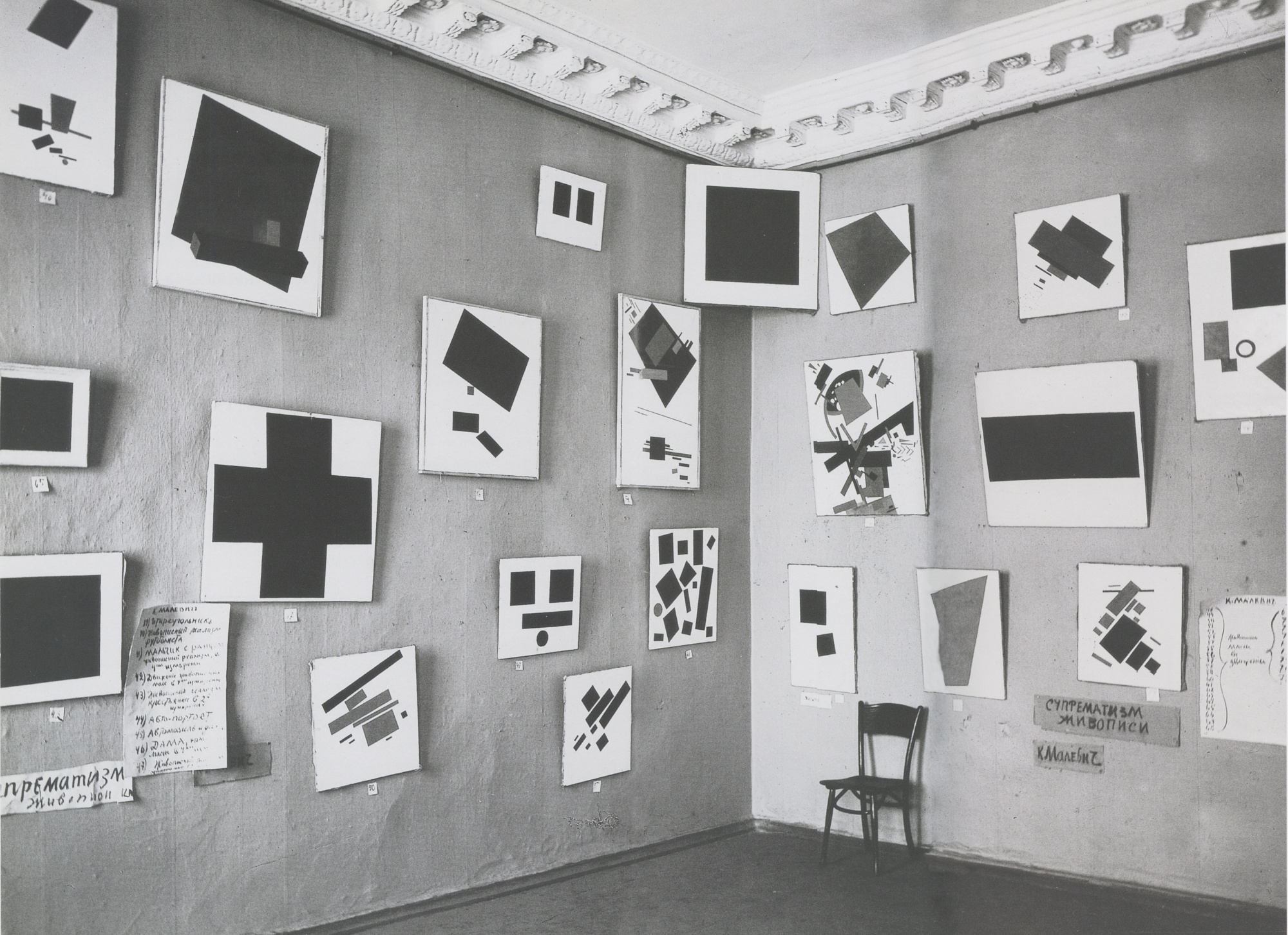
Werke von 1915 auf der Ausstellung Die letzte futuristische Ausstellung der Malerei 0,10 (Null–Zehn) (Petrograd, 1915–16)

Diese Teilliste der Werke von Kasimir Malewitsch umfasst seine gesamtes suprematistisches Werk.

## Erzählerischer Suprematismus (S-1 – S-112)
| Abbildung   | Datierung                                             | Titel | Nakov 2002 | Technik                               | Sammlung                                             | Ort                   | Inventar-Nummer   | Format [cm]        |
| ----------- | ----------------------------------------------------- | --- | ---------- | ------------------------------------- | ---------------------------------------------------- | --------------------- | ----------------- | ------------------ |
|             | Sommer 1915                                           | Suprematistische Komposition                                                                                             | S-1        | Bleistift auf Papier                  | unbekannt                                            |                       |                   | 11,2 × 16,0        |
|             | 1915                                                  | Komposition 7 k | S-2        | Bleistift auf Rechenpapier            | Privatsammlung                                       | Kanada                |                   | 11,2 × 16,0        |
|             | 1915                                                  | Komposition 22 c | S-3        | Bleistift auf Papier                  | Privatsammlung                                       |                       |                   | 8,8 × 6,5          |
|             | 1915                                                  | Suprematistische Komposition                                                                                             | S-4        | Bleistift auf Papier                  | Privatsammlung                                       |                       |                   | 16,3 × 13,1        |
|             | 1915                                                  | Komposition 20 R | S-5        | Bleistift auf Rechenpapier            | Privatsammlung                                       |                       |                   | 11,7 × 7,3         |
|             | Motiv von 1915, später gezeichnet                     | Suprematistische Komposition                                                                                             | S-6        | Bleistift auf Papier                  | Privatsammlung                                       |                       |                   | ca. 16,0 × 12,0    |
|             | 1915                                                  | Komposition 11 c | S-7        | Bleistift auf Rechenpapier            | Privatsammlung                                       |                       |                   | 10,5 × 9,0         |
|             | 1915                                                  | Dreieck in Aufwärtsbewegung                                                                                              | S-8        | Bleistift auf Rechenpapier            | Museum Ludwig                                        | Köln                  | ML/Z 2011/035     | 16,4 × 11,2        |
|             | Motiv von 1915, gezeichnet 1927                       | Dreieck in Aufwärtsbewegung (für Malewitsch, Die Welt als Ungegenständlichkeit, 1927)                                    | S-9        | Bleistift auf Papier                  | Kunstmuseum, Kupferstichkabinett                     | Basel                 | 1969.51.9         | 20,9 × 16,4        |
|             | Sommer 1915                                           | Zwei suprematistische Kompositionen                                                                                      | S-10       | Bleistift auf Rechenpapier            | Privatsammlung                                       |                       |                   | 16,2 × 11,2        |
| recto verso | Sommer 1915                                           | Komposition 4 r (recto) / Suprematistische Komposition (verso)                                                           | S-11       | Bleistift auf Rechenpapier            | Privatsammlung                                       |                       |                   | 16,5 × 11,0        |
|             | 1915                                                  | Komposition 5 d | S-12       | Bleistift auf Rechenpapier            | Privatsammlung                                       |                       |                   | 16,2 × 11,2        |
|             | 1915                                                  | Komposition 12 r | S-13       | Bleistift auf Rechenpapier            | Privatsammlung                                       |                       |                   | 16,3 × 11,2        |
|             | Sommer/Herbst 1915                                    | Bildlicher Realismus eines Fußballspielers                                                                               | S-14       | Öl auf Leinwand                       | Art Institute of Chicago                             | Chicago               | 2011.1            | 70,0 × 44,0        |
|             | 1915                                                  | Zwei suprematistische Kompositionen 7 g                                                                                  | S-15       | Bleistift auf Rechenpapier            | Privatsammlung                                       |                       |                   | 16,5 × 11,0        |
|             | 1915                                                  | Komposition 1 f | S-16       | Bleistift auf Papier                  | Kunstmuseum                                          | Bochum                | 2064              | 14,0 × 11,2        |
|             | Motiv von 1915, gezeichnet 1920/27                    | Suprematistische Komposition                                                                                             | S-17       | Bleistift auf Papier                  | Stedelijk Museum                                     | Amsterdam             | A 7685            | 35,0 × 22,0        |
|             | Sommer 1915                                           | Zobel und Katze | S-18       | Bleistift auf Rechenpapier            | Stedelijk Museum (Leihgabe der Stichting Khardzhiev) | Amsterdam             | 4.2001(148)       | 16,1 × 11,1        |
|             | Motiv Sommer/Herbst 1915, gemalt 1920                 | Porträt in zwei Dimensionen                                                                                              | S-19       | Bleistift auf Papier                  | unbekannt                                            |                       |                   | 11,0 × 9,0         |
|             | Motiv Sommer–Herbst 1915, erstellt 1920               | Porträt in zwei Dimensionen (in Kasimir Malewitsch: Suprematism. 34 risunka, 1920, S. 12)                                | S-20       | Lithografie                           | verschiedene                                         |                       |                   | 21,8 × 17,7        |
|             | Sommer/Herbst 1915                                    | Selbstporträt in zwei Dimensionen                                                                                        | S-21       | Öl auf Leinwand                       | Stedelijk Museum                                     | Amsterdam             | A 7683            | 80,0 × 62,0        |
|             | Motiv von 1915, 1917 und 1920, gezeichnet ca. 1924/26 | Drei suprematistische Kompositionen                                                                                      | S-22       | Bleistift auf Papier                  | Privatsammlung                                       |                       |                   | 20,0 × 25,0        |
|             | Motiv von 1915, später gezeichnet                     | Suprematistische Komposition                                                                                             | S-23       | Bleistift auf Papier                  | Privatsammlung                                       | Deutschland           |                   | 17,5 × 12,0        |
|             | 1915                                                  | Suprematistische Komposition                                                                                             | S-24       | Bleistift auf Rechenpapier            | unbekannt                                            |                       |                   | 21,0 × 14,0        |
|             | 1915                                                  | Suprematistische Komposition                                                                                             | S-25       | Öl auf Leinwand                       | Stedelijk Museum                                     | Amsterdam             | A 7671            | 57,0 × 66,5        |
|             | Sommer/Herbst 1915                                    | Bildliche Massen in Bewegung: Komposition 2 c                                                                            | S-26       | Öl auf Leinwand                       | unbekannt (zerstört?)                                |                       |                   | ca. 90 × 70–65     |
|             | 1915                                                  | Komposition 2 c | S-27       | Bleistift auf Rechenpapier            | Privatsammlung                                       |                       |                   | 16,6 × 11,2        |
|             | 1915                                                  | Komposition 8 i | S-28       | Bleistift auf Papier                  | Privatsammlung                                       |                       |                   | 16,0 × 11,2        |
| recto verso | 1915                                                  | Komposition 13 k (recto) / Suprematistische Komposition (verso)                                                          | S-29       | Bleistift auf Rechenpapier            | Privatsammlung                                       |                       |                   | 16,5 × 11,0        |
|             | Sommer/Herbst 1915                                    | Komposition 21 c | S-30       | Bleistift auf Rechenpapier            | Privatsammlung                                       |                       |                   | 10,0 × 9,7         |
|             | Sommer/Herbst 1915                                    | Bildliche Massen in Bewegung: Suprematistische Komposition                                                               | S-31       | Öl auf Leinwand                       | Hudosestwennyj Muzej                                 | Iwanowo               | Ж-786             | 54,3 / 53,5 × 53,7 |
|             | 1915                                                  | Komposition 18 k | S-32       | Bleistift auf Rechenpapier            | Privatsammlung                                       |                       |                   | 16,5 × 11,0        |
|             | 1915                                                  | Suprematistische Komposition                                                                                             | S-33       | Öl auf Leinwand                       | Tulski Oblastnoj Hudosestwennyj Muzej                | Tula                  | ТНМ-426           | 71,0 × 49,2        |
|             | 1915                                                  | Bildliche Massen in Bewegung: Suprematistische Komposition                                                               | S-34       | Öl auf Leinwand                       | unbekannt (zerstört?)                                |                       |                   | ca. 57,5 × 48,5    |
|             | Motiv von 1915, später gezeichnet                     | Suprematistische Komposition                                                                                             | S-35       | Bleistift auf Rechenpapier            | unbekannt                                            |                       |                   | 11,2 × 16,2        |
|             | Motiv von 1915, gezeichnet Anfang 1920er              | Suprematistische Komposition                                                                                             | S-36       | Bleistift auf Papier                  | unbekannt                                            |                       |                   | 17,0 × 11,7        |
|             | Motiv von 1915, gezeichnet 1920er                     | Komposition 7 i | S-37       | Bleistift auf Rechenpapier            | Privatsammlung                                       |                       |                   | 16,1 × 11,2        |
|             | Sommer 1915                                           | Komposition 8 c | S-38       | Bleistift auf Rechenpapier            | Privatsammlung                                       |                       |                   | 16,3 × 11,2        |
| recto verso | Motiv von 1915/16                                     | Landschaft (Suprematistische Komposition 4 e) (recto) / Suprematistische Komposition (verso)                             | S-39       | Bleistift auf Rechenpapier            | Privatsammlung                                       |                       |                   | 16,0 × 11,3        |
|             | Sommer 1915                                           | Bildlicher Realismus von farbigen Massen in zwei Dimensionen                                                             | S-40       | Öl auf Leinwand                       | unbekannt (zerstört?)                                |                       |                   | ca. 50,0 × 50,0    |
|             | Sommer 1915                                           | Suprematistische Komposition                                                                                             | S-41       | Bleistift auf Rechenpapier            | Privatsammlung                                       |                       |                   | 11,2 × 16,3        |
|             | Sommer 1915                                           | Suprematistische Komposition                                                                                             | S-42       | Öl auf Leinwand                       | Fondation Beyeler                                    | Riehen                | Inv.06.2          | ca. 80,0 × 85,0    |
|             | Sommer 1915                                           | Komposition 13 i | S-43       | Bleistift auf Rechenpapier            | Privatsammlung                                       |                       |                   | 16,3 × 11,2        |
|             | 1915                                                  | Komposition 3 k | S-44       | Bleistift auf Rechenpapier            | Privatsammlung                                       |                       |                   | 11,0 × 16,2        |
|             | 1915                                                  | Bildliche Massen in Bewegung: Acht rote Rechtecke                                                                        | S-45       | Öl auf Leinwand                       | Stedelijk Museum                                     | Amsterdam             | A 7672            | 57,5 × 48,5        |
|             | 1915                                                  | Komposition 9 k | S-46       | Bleistift auf Papier                  | Stedelijk Museum (Leihgabe der Stichting Khardzhiev) | Amsterdam             | 4.2001(033)       | 13,0 × 11,2        |
|             | Motiv von 1915, Version von 1920                      | Bildliche Massen in Bewegung: Suprematistische Komposition (in Kasimir Malewitsch: Suprematizm. 34 risunka, 1920, S. 19) | S-47       | Lithografie (1000 Ex.)                | verschiedene                                         |                       |                   | 21,8 × 17,7        |
|             | 1915                                                  | Flugzeug im Flug | S-48       | Öl auf Leinwand                       | Museum of Modern Art                                 | New York              | 248.1935          | 57,3 × 48,3        |
|             | Motiv von 1915, Version von 1920                      | Bildliche Massen in Bewegung: Flugzeug im Flug (in Kasimir Malewitsch: Suprematism. 34 risunka, 1920, S. 20)             | S-49       | Lithografie (1000 Ex.)                | verschiedene                                         |                       |                   | 21,8 × 17,7        |
| Abbildung   | Motiv von 1915, gemalt Anfang 1923                    | Flugzeug im Flug | S-49 bis   | bemalter Porzellanteller (10 Ex.?)    | u. a. Museum für Porzellan, Eremitage                | St. Petersburg        | M3-C/2126         | Durchmesser: 24,8  |
|             | Motiv von 1915, gezeichnet 1927                       | Suprematistische Elemente (für Malewitsch, Die Welt als Ungegenständlichkeit, 1927)                                      | S-50       | Bleistift auf Papier                  | Kunstmuseum, Kupferstichkabinett                     | Basel                 | 1969.51.8         | 21,0 × 16,4        |
|             | Motiv von 1915, gezeichnet ca. 1927/29                | Flugzeug im Flug | S-51       | Bleistift auf Papier                  | Majakowski-Museum                                    | Moskau                | 27974/г-846       | 20,3 × 17,9        |
|             | Sommer 1915                                           | Farbige Massen in der vierten Dimension: Automobil und Dame                                                              | S-52       | Öl auf Leinwand                       | unbekannt (zerstört?)                                |                       |                   | ca. 48,0 × 57,0    |
|             | Motiv von 1915, gemalt Dezember 1920                  | Bildliche Massen in Bewegung: Automobil und Dame (in Kasimir Malewitsch: Suprematizm. 34 risunka, 1920, S. 20)           | S-53       | Lithografie (1000 Ex.)                | verschiedene                                         |                       |                   | 21,8 × 17,7        |
|             | Motiv von 1915/16, gemalt 1926/28                     | Entwurf einer suprematistischen Brosche                                                                                  | S-54       | Aquarell und Tusche auf Papier        | Privatsammlung                                       |                       |                   | 6,0 × 6,0          |
|             | Motiv von 1916, 1920/22 aufgegriffen, gemalt 1924/26  | Planetarische Komposition                                                                                                | S-55       | Tusche auf Papier auf Karton montiert | Stedelijk Museum                                     | Amsterdam             | A 33381.14        | 6,5 × 7,0          |
|             | 1915                                                  | Suprematismus 18. Konstruktion                                                                                           | S-56       | Öl auf Leinwand                       | Privatsammlung                                       |                       |                   | 53,0 × 53,0        |
|             | 1915                                                  | Komposition 10 k | S-57       | Bleistift auf Rechenpapier            | Privatsammlung                                       |                       |                   | 11,0 × 6,5         |
|             | 1915                                                  | Dame – Farbige Massen in der 4. und 2. Dimension                                                                         | S-58       | Öl auf Leinwand                       | Russisches Museum                                    | St. Petersburg        | ЖБ-1332           | 87,5 × 72,0        |
|             | 1915                                                  | Bildliche Massen in der vierten Dimension: Suprematistische Komposition                                                  | S-59       | Bleistift auf Rechenpapier            | Privatsammlung                                       |                       |                   | 11,2 × 16,5        |
|             | 1915                                                  | Bewegung bildlicher Massen in der vierten Dimension                                                                      | S-60       | Öl auf Leinwand                       | Museum Ludwig                                        | Köln                  | ML 01620          | 70,0 × 60,0        |
|             | 1915                                                  | Komposition 17 k | S-61       | Bleistift auf Rechenpapier            | Privatsammlung                                       |                       |                   | 16,5 × 11,0        |
|             | 1915/16                                               | Suprematistische Komposition                                                                                             | S-62       | Öl auf Leinwand                       | Stedelijk Museum                                     | Amsterdam             | A 7675            | 44,5 × 35,5        |
|             | 1916                                                  | Komposition 6 h | S-63       | Bleistift auf Rechenpapier            | Privatsammlung                                       |                       |                   | 10,5 × 7,8         |
|             | Motiv von 1916, Version von Dezember 1920             | Automobil und Dame (in Kasimir Malewitsch: Suprematism. 34 risunka, 1920, S. 13)                                         | S-64       | Lithografie (1000 Ex.)                | verschiedene                                         |                       |                   | 21,8 × 17,7        |
|             | 1915/16                                               | Komposition 6 k | S-65       | Bleistift auf Rechenpapier            | Privatsammlung                                       |                       |                   | 16,5 × 11,0        |
|             | Motiv von 1915/16, Version von 1920                   | Suprematismus (in Malewitsch 1920-d, S. 13)                                                                              | S-66       | Lithografie (1000 Ex.)                | verschiedene                                         |                       |                   | 21,8 × 17,7        |
|             | Winter 1915/16                                        | Haus im Bau | S-67       | Öl auf Leinwand                       | National Gallery of Australia                        | Canberra              | 36797             | 97,0 × 44,5        |
|             | Motiv von 1915, später gemalt                         | Komposition 6 d (Haus im Bau)                                                                                            | S-68       | Bleistift auf Papier                  | Stedelijk Museum (Leihgabe der Stichting Khardzhiev) | Amsterdam             | 4.2001(109)       | 15,4 × 11,2        |
|             | Motiv von 1915/16, Version von Dezember 1920          | Haus im Bau (in Kasimir Malewitsch: Suprematism. 34 risunka, 1920, S. 26)                                                | S-69       | Lithografie (1000 Ex.)                | verschiedene                                         |                       |                   | 21,8 × 17,7        |
|             | Winter 1915/16                                        | Supremus Nr. 38 | S-70       | Öl auf Leinwand                       | Museum Ludwig                                        | Köln                  | ML 01294          | 102,0 × 66,0       |
|             | Motiv von 1915/16, gemalt 1920er                      | Supremus Nr. 38 (Komposition 13 t)                                                                                       | S-71       | Bleistift auf Rechenpapier            | Stedelijk Museum (Leihgabe der Stichting Khardzhiev) | Amsterdam             | 4.2001(095)       | 16,2 × 11,2        |
|             | Motiv von 1915/16, Version von Dezember 1920          | Supremus Nr. 38 (in Kasimir Malewitsch: Suprematism. 34 risunka, 1920, S. 26)                                            | S-72       | Lithografie (1000 Ex.)                | verschiedene                                         |                       |                   | 21,8 × 17,7        |
|             | Motiv von 1915/16, Version von 1920/29                | Suprematistische Komposition Nr. 38                                                                                      | S-73       | Lithografie und Bleistift auf Papier  | Stedelijk Museum (Leihgabe der Stichting Khardzhiev) | Amsterdam             | 4.2001(110)       | 11,8 × 7,7         |
|             | Motiv von 1915/16, gemalt 1923                        | Supremus Nr. 38 | S-74       | Aquarell und Tusche auf Papier        | Museum für Porzellan, Eremitage                      | St. Petersburg        | 3102/I.2/M3-гс-4. | 18,0 × 15,3        |
|             | Motiv von 1915/16, gemalt 1923                        | Supremus Nr. 38 | S-74 bis   | Porzellanteller                       | Museum für Porzellan, Eremitage                      | St. Petersburg        | M3-С/2125         | Durchmesser 23,4   |
|             | 1915/16                                               | Komposition 11 r | S-75       | Bleistift auf Rechenpapier            | Privatsammlung                                       |                       |                   | 11,2 × 16,0        |
|             | 1916                                                  | Suprematistische Komposition                                                                                             | fehlt      | Bleistift auf Rechenpapier            | Museum of Modern Art                                 | San Fransisco         |                   | unbekannt          |
| recto verso | Motiv von 1915/16, später gezeichnet                  | Kompositionen 7 f (recto) / Zwei suprematistische Kompositionen (verso)                                                  | S-76       | Bleistift auf Rechenpapier            | Russisches Museum                                    | Sankt Petersburg      |                   | 16,8 × 10,5        |
|             | Sommer/Herbst 1915                                    | Suprematistische Komposition                                                                                             | S-77       | Öl auf Leinwand                       | unbekannt (zerstört?)                                |                       |                   | ca. 50–55 × 50–55  |
|             | Herbst 1915                                           | Komposition 6 g | S-78       | Bleistift auf Papier                  | Kunstmuseum                                          | Bochum                | 2059              | 16,8 × 10,6        |
|             | Motiv von 1915, gezeichnet 1927                       | Erfahrung des Fliegens (für Malewitsch, Die Welt als Ungegenständlichkeit, 1927)                                         | S-79       | Bleistift auf Papier                  | Kunstmuseum, Kupferstichkabinett                     | Basel                 | 1969.51.10        | 20,9 × 16,4        |
|             | Motiv November 1913, gezeichnet Frühling 1915         | Interplanetare Reise | S-80       | Bleistift auf Papier                  | Literaturmuseum                                      | Moskau                |                   | 10,0 × 9,5         |
|             | Sommer 1915                                           | Komposition 16 t | S-81       | Bleistift auf Rechenpapier            | Stedelijk Museum (Leihgabe der Stichting Khardzhiev) | Amsterdam             | 4.2001(034)       | 15,7 × 10,8        |
|             | Sommer/Herbst 1915                                    | Suprematistische Komposition                                                                                             | S-82       | Öl auf Leinwand                       | Stedelijk Museum                                     | Amsterdam             | A 7681            | 101,5 × 62,0       |
|             | Motiv von 1915, später gezeichnet                     | Suprematistische Komposition                                                                                             | S-83       | Bleistift auf Papier                  | Privatsammlung                                       |                       |                   | 12,0 × 20,2        |
|             | 1915                                                  | Komposition 17 f | S-84       | Bleistift auf Rechenpapier            | Privatsammlung                                       |                       |                   | 10,7 × 11,0        |
|             | 1915                                                  | Komposition 7 f | S-85       | Bleistift auf Rechenpapier            | Privatsammlung                                       |                       |                   | 11,0 × 9,5         |
|             | 1915                                                  | Komposition 17 r | S-86       | Bleistift auf Rechenpapier            | Privatsammlung                                       |                       |                   | 11,1 × 16,7        |
|             | 1915/16                                               | Komposition 7 a | S-87       | Bleistift auf Rechenpapier            | Privatsammlung                                       |                       |                   | 16,7 × 11,2        |
|             | Motiv von 1915/16, gezeichnet 1920er                  | Suprematistische Komposition                                                                                             | S-88       | Bleistift auf Papier                  | Wilhelm-Hack-Museum                                  | Ludwigshafen am Rhein |                   | 17,3 × 12,0        |
|             | Motiv von 1915/16, gezeichnet 1920er                  | Suprematistische Komposition                                                                                             | S-89       | Bleistift auf Papier                  | Wilhelm-Hack-Museum                                  | Ludwigshafen am Rhein |                   | 17,3 × 12,0        |
|             | Motiv von 1915/16, gezeichnet 1920er                  | Suprematistische Komposition                                                                                             | S-90       | Bleistift auf Papier                  | Wilhelm-Hack-Museum                                  | Ludwigshafen am Rhein |                   | 18,2 × 11,0        |
|             | 1915                                                  | Suprematistische Komposition                                                                                             | S-91       | Bleistift auf Papier                  | unbekannt                                            |                       |                   | 15,4 × 16,9        |
|             | Motiv von 1916, gezeichnet Anfang 1920er              | Komposition von nahem | S-92       | Bleistift auf Papier                  | Wilhelm-Hack-Museum                                  | Ludwigshafen am Rhein |                   | 19,0 × 25,3        |
|             | 1915/16                                               | Komposition 11 k | S-93       | Bleistift auf Rechenpapier            | Russisches Museum                                    | Sankt Petersburg      |                   | 16,5 × 11,0        |
|             | 1916                                                  | Komposition 8 g | S-94       | Bleistift auf Rechenpapier            | Kunstmuseum                                          | Bochum                | 2065              | 16,6 × 10,7        |
|             | 1915/16                                               | Suprematistische Komposition                                                                                             | S-95       | Bleistift auf Rechenpapier            | Privatsammlung                                       |                       |                   | 10,7 × 14,6        |
|             | 1915                                                  | Komposition 6 c | S-96       | Bleistift auf Rechenpapier            | Privatsammlung                                       |                       |                   | 16,6 × 10,8        |
|             | 1915                                                  | Suprematistische Komposition                                                                                             | S-97       | Öl auf Leinwand                       | Brett Gorvy                                          | New York              |                   | 80,0 × 70,5        |
|             | Motiv von 1916, gemalt Anfang 1920er (?)              | Konstruktion 9 d (recto) / Architekturkomposition (verso)                                                                | S-98       | Bleistift auf Rechenpapier            | Privatsammlung                                       |                       |                   | 10,6 × 17,5        |
|             | Motiv von 1916, gemalt Mitte 1920er                   | Architekturkomposition                                                                                                   | S-99       | Bleistift auf Papier                  | unbekannt                                            |                       |                   | 13,0 × 12,5        |
|             | Motiv von 1915, später gemalt (1920er?)               | Komposition von nahem | S-100      | Bleistift auf Papier                  | Privatsammlung                                       |                       |                   | 23,0 × 17,0        |
|             | Motiv ca. 1915, gemalt 1919–1920                      | Komplexe Komposition mit Kreissegment                                                                                    | S-101      | Bleistift auf Papier                  | Privatsammlung                                       |                       |                   | 18,0 × 22,0        |
|             | Motiv von 1915, später gelamt (1916–1917 oder 1920)   | Komposition 6 x | S-102      | Bleistift auf Papier                  | Privatsammlung                                       |                       |                   | 18,0 × 11,3        |
|             | Sommer 1915                                           | Suprematistische Komposition                                                                                             | S-103      | Bleistift auf Papier                  | unbekannt                                            |                       |                   | 16,2 × 11,2        |
|             | 1915                                                  | Bootsfahrt | S-104      | Öl auf Leinwand                       | unbekannt (zerstört?)                                |                       |                   | unbekannt          |
|             | 1915                                                  | Komposition 3 e | S-105      | Bleistift auf Rechenpapier            | Museum Ludwig                                        | Köln                  | ML/Z 2011/061     | 16,6 × 10,8        |
|             | 1915                                                  | Komposition 19 f | S-106      | Bleistift auf Rechenpapier            | Privatsammlung                                       |                       |                   | 11,0 × 16,5        |
|             | 1915                                                  | Komposition 3 i | S-107      | Bleistift auf Rechenpapier            | Russisches Museum                                    | Sankt Petersburg      |                   | 16,8 × 10,5        |
|             | Sommer 1915                                           | Komposition 1 e von nahem                                                                                                | S-108      | Bleistift und Tusche auf Rechenpapier | Stedelijk Museum (Leihgabe der Stichting Khardzhiev) | Amsterdam             | 4.2001(020)       | 11,1 × 15,4        |
|             | 1915–16                                               | Komposition 10 i | S-109      | Bleistift auf Rechenpapier            | Museum Ludwig                                        | Köln                  | ML/Z 2011/059     | 16,5 × 10,7        |
|             | Motiv von 1915–16, gemalt ca. 1917–18                 | Suprematistische Komposition                                                                                             | S-110      | Bleistift auf Papier                  | Nationalgalerie Prag                                 | Prag                  |                   | ca. 16,8 × 11,0    |
|             | 1915–16                                               | Planetarische Komposition                                                                                                | S-111      | Bleistift auf Papier                  | Privatsammlung                                       |                       |                   | 17,0 × 10,5        |
|             | 1915                                                  | Protomagnetische Komposition                                                                                             | S-112      | Bleistift auf Rechenpapier            | Annely Juda Fine Art                                 | London                |                   | 16,5 × 11,0        |

## Elementare Objekte (S-113 – S-229)
| Abbildung | Datierung                                    | Titel | Nakov 2002          | Technik                                                   | Sammlung                                             | Ort                   | Inventar-Nummer       | Format [cm]                |
| --------- | -------------------------------------------- | --- | ------------------- | --------------------------------------------------------- | ---------------------------------------------------- | --------------------- | --------------------- | -------------------------- |
|           | Motiv von 1915, später gemalt (?)            | Suprematistische Komposition | S-113               | Bleistift auf Rechenpapier                                | unbekannt                                            |                       |                       | 16,6 × 10,8                |
|           | 1915                                         | Suprematistische Komposition | fehlt               | Öl auf Leinwand                                           | Moderna Museet                                       | Stockholm             | MOM/2004/97           | 80,0 × 80,0                |
|           | Ende der 1920er                              | Suprematistisches Feld | S-114               | Bleistift auf Papier                                      | Privatsammlung                                       |                       |                       | 16,4 × 21,8                |
|           | Motiv Herbst 1913, gemalt Frühling 1915      | Viereck | S-115               | Bleistift auf Papier                                      | Literaturmuseum                                      | Moskau                |                       | 9,0 × 8,2                  |
|           | Sommer 1915                                  | Viereck (Schwarzes Quadrat) | S-116               | Öl auf Leinwand                                           | Tretjakow-Galerie                                    | Moskau                |                       | 79,9 × 79,5                |
|           | Motiv von 1915, gemalt 1919                  | Schwarzes Quadrat (in Kasimir Malewitsch: Neue Systeme in der Kunst, 1919, S. 30)                                               | S-117-a             | Lithografie (2000 Ex.)                                    | verschiedene                                         |                       |                       | 22,6 × 18,0                |
|           | Motiv von 1915, gemalt 1919                  | Schwarzes Quadrat (in Kasimir Malewitsch: Neue Systeme in der Kunst, 1919, S. 31)                                               | S-117-b             | Lithografie (2000 Ex.)                                    | verschiedene                                         |                       |                       | 22,6 × 18,0                |
|           | Motiv von 1915, gemalt 1919                  | Schwarzes Quadrat (in Kasimir Malewitsch: Neue Systeme in der Kunst, 1919, S. 32)                                               | S-117-c             | Lithografie (2000 Ex.)                                    | verschiedene                                         |                       |                       | 22,6 × 18,0                |
|           | Motiv von 1915, gemalt Mai 1920              | Schwarzes Quadrat (in UNOWIS Almanach 1, 1920)                                                                                  | S-118               | Gouache und Tusche auf Papier (5 Ex.)                     | verschiedene                                         |                       |                       | 35,7 × 25,5                |
|           | Motiv von 1915, gemalt ca. 1920              | Schwarzes Quadrat, zweiter Zustand                                                                                              | S-119               | Bleistift auf Rechenpapier                                | Privatsammlung                                       |                       |                       | 10,0 × 16,2                |
|           | Motiv von 1915, erstellt Dezember 1920       | Schwarzes Quadrat (in Kasimir Malewitsch: Suprematism. 34 risunka, 1920, S. 5)                                                  | S-120               | Lithografie (1000 Ex.)                                    | verschiedene                                         |                       |                       | 21,8 × 17,7                |
|           | Motiv von 1915, gemalt 1924                  | Schwarzes Quadrat | S-121               | Öl auf Leinwand                                           | Russisches Museum                                    | St. Petersburg        | Ж-9484                | 106,0 × 106,0              |
|           | Motiv von 1915, gemalt 1927                  | Erstes suprematistisches Element (für Malewitsch, Die Welt als Ungegenständlichkeit, 1927)                                      | S-122               | Bleistift auf Papier                                      | Kunstmuseum, Kupferstichkabinett                     | Basel                 | 1969.51.1             | 26,5 × 21,5                |
|           | Motiv von 1915, gemalt 1929                  | Schwarzes Quadrat | S-123               | Öl auf Leinwand                                           | Tretjakow-Galerie                                    | Moskau                |                       | 80,0 × 80,0                |
|           | Motiv von 1915, gemalt 1930 oder 1932        | Schwarzes Quadrat | S-124               | Öl auf Leinwand                                           | Eremitage                                            | St. Petersburg        |                       | ca. 53,5 × 53,4            |
|           | Motiv von 1915, gemalt 1918 oder Ende 1920er | Schwarzes Quadrat / Futuristische Komposition                                                                                   | S-125 recto / verso | Bleistift auf Papier                                      | Privatsammlung                                       |                       |                       | 43,0 × 50,5                |
|           | 1915                                         | Bildlicher Realismus einer Bäuerin in zwei Dimensionen (Rotes Quadrat)                                                          | S-126               | Öl auf Leinwand                                           | Galerie Gmurzynska                                   | Köln / Zug            |                       | 40,2 × 30,1                |
|           | 1915, ca. 1916–1917 verändert                | Bildlicher Realismus einer Bäuerin in zwei Dimensionen (Rotes Quadrat)                                                          | S-127               | Öl auf Leinwand                                           | Russisches Museum                                    | St. Petersburg        | ЖБ-1643               | 53,0 × 53,0                |
|           | Motiv von 1915, gemalt Mai 1920              | Rotes Quadrat (in UNOWIS-Almanach 1, 1920)                                                                                      | S-128               | Gouache und Bleistift auf Papier (5 Ex.)                  | verschiedene                                         |                       |                       | 35,7 × 25,5                |
|           | Motiv von 1915, gemalt 1920                  | Komposition 2 x | S-129               | weicher Bleistift auf Papier                              | Privatsammlung                                       |                       |                       | 18,5 × 14,8                |
|           | Motiv von 1915, gemalt Dezember 1920         | Rotes Quadrat (in Kasimir Malewitsch: Suprematism. 34 risunka, 1920, S. 8)                                                      | S-130               | Lithografie (1000 Ex.)                                    | verschiedene                                         |                       |                       | 21,8 × 17,7                |
|           | 1915                                         | Bildliche Massen in zwei Dimensionen in einem Zustand der Ruhe                                                                  | S-131               | Öl auf Leinwand                                           | unbekannt (zerstört?)                                |                       |                       | ca. 30–35 × 30–35          |
|           | Motiv von 1915, gemalt 1920                  | Viereck in Erweiterung | S-132               | Öl auf Leinwand                                           | unbekannt                                            |                       |                       | 17,0 × 24,0                |
|           | 1915                                         | Komposition 12 c | S-133               | schwarze Tinte, Gouache und Öl auf Rechenpapier           | Privatsammlung                                       |                       |                       | 6,8 × 9,2                  |
|           | 1915                                         | Zwei Quadrate | S-134               | braune Tinte, schwarzes Puder und Fixiermittel auf Papier | Privatsammlung                                       |                       |                       | 6,5 × 8,8                  |
|           | 1915                                         | Dritter Zustand des Quadrates                                                                                                   | S-135               | Öl auf Leinwand                                           | unbekannt (zerstört?)                                |                       |                       | ca. 35–40 × 40–50          |
|           | Motiv von 1915, gemalt 1920er                | Dritter Zustand des Quadrates                                                                                                   | S-136               | Bleistift auf Papier                                      | Privatsammlung                                       |                       |                       | 11,4 × 16,2                |
|           | Motiv von 1915, gemalt 1927                  | Zwei Quadrate | S-137               | Bleistift auf Papier                                      | Museum of Modern Art                                 | New York              | 807.1935              | 17,2 × 28,6                |
|           | 1915                                         | Komposition mit zwei Quadraten                                                                                                  | S-138               | Bleistift auf Rechenpapier                                | Privatsammlung                                       |                       |                       | 16,1 × 11,2                |
|           | 1915                                         | Farbmassen in der vierten Dimension: Bildlicher Realismus eines Jungen mit Rucksack                                             | S-139               | Öl auf Leinwand                                           | Museum of Modern Art                                 | New York              | 816.1935              | 71,1 × 44,4                |
|           | Motiv von 1915, später gemalt (ca. 1920)     | Rotes und schwarzes Quadrat | S-140               | Bleistift auf Papier                                      | Louisiana Museum of Modern Art                       | Humblebæck            |                       | 16,5 × 11,5                |
|           | –                                            | Rotes und schwarzes Quadrat – Das Gemälde ist eine Fälschung und wird nur zur Vollständigkeit der Nakov-Nummern noch geführt.   | S-141               | Öl auf Leinwand                                           | Kunstsammlung Nordrhein-Westfalen                    | Düsseldorf            |                       | 82,7 × 58,3                |
|           | Motiv von 1915, gemalt 1920                  | Komposition 1 c / verso: S-675                                                                                                  | S-142               | Bleistift auf Papier                                      | Museum Ludwig                                        | Köln                  | ML/Z 2011/037 (recto) | 20,4 × 14,0                |
|           | Motiv von 1915, erstellt 1920                | Zwei Quadrate (in Kasimir Malewitsch: Suprematism. 34 risunka, 1920)                                                            | S-143               | Lithografie (1000 Ex.)                                    | verschiedene                                         |                       |                       | 21,8 × 17,7                |
|           | Motiv von 1915, gemalt 1920er                | Komposition mit vier Quadraten                                                                                                  | S-144               | Bleistift auf Papier                                      | Wilhelm-Hack-Museum                                  | Ludwigshafen am Rhein |                       | 17,4 × 12,1                |
|           | Motiv von 1915, gemalt 1920er                | Rotes und schwarzes Quadrat, Entwurf für eine Emailbrosche                                                                      | S-145               | Aquarell auf Papier                                       | unbekannt                                            |                       |                       | 10,5 × 6,0                 |
|           | 1915                                         | Viereck in dynamischer Projektion                                                                                               | S-146               | Öl auf Leinwand                                           | unbekannt (zerstört?)                                |                       |                       | ca. 70 × 70                |
|           | Motiv von 1915–16, gemalt 1920er             | Komposition 8 x | S-147               | Bleistift auf Pauspapier                                  | Privatsammlung                                       |                       |                       | 18,0 × 11,3                |
|           | Motiv von 1916, später gemalt                | Komposition 9 x | S-148               | Bleistift auf Papier                                      | Privatsammlung                                       |                       |                       | 11,5 × 17,5                |
|           | Motiv von 1916, später gemalt                | Komposition 16 x | S-149               | Bleistift auf Papier                                      | Privatsammlung                                       |                       |                       | 17,6 × 11,3                |
|           | Motiv von 1915–16, später gemalt             | Komposition 10 x | S-150               | Bleistift auf Rechenpapier                                | Privatsammlung                                       |                       |                       | 16,0 × 11,0                |
|           | Motiv von 1915–16, später gemalt (1920 (?))  | Komposition 7 x | S-151               | Bleistift auf Papier                                      | Privatsammlung                                       |                       |                       | 13,5 × 18,0                |
|           | Motiv von 1916, später gemalt (1920 (?))     | Komposition 1 x | S-152               | Bleistift auf Papier                                      | Privatsammlung                                       |                       |                       | 22,4 × 17,5                |
|           | 1915                                         | Abstrakte Fläche in dynamischer Projektion                                                                                      | S-153               | Öl auf Leinwand                                           | unbekannt (zerstört?)                                |                       |                       | ca. 55–60 × 55–60          |
|           | Motiv von 1915–16, gemalt 1920er             | Abstrakte Fläche in dynamischer Projektion                                                                                      | S-154               | Bleistift auf Pauspapier auf Papier montiert              | Privatsammlung                                       |                       |                       | 16,3 × 12,8                |
|           | 1916                                         | Komposition 12 x | S-155               | Bleistift auf Rechenpapier                                | Privatsammlung                                       |                       |                       | 11,0 × 16,5                |
|           | 1915                                         | Abstrakte Fläche in Projektion                                                                                                  | S-156               | Öl auf Leinwand                                           | unbekannt (zerstört?)                                |                       |                       | ca. 60 × 60                |
|           | 1915                                         | Suprematistische Komposition / Komposition mit geometrischen Elementen und einer Person                                         | S-157 recto / verso | Bleistift auf Rechenpapier                                | unbekannt                                            |                       |                       | 16,2 × 11,0                |
|           | Motiv von 1915–16, später gemalt (1917 (?))  | Suprematistische Komposition | S-158               | Bleistift auf Papier                                      | Wilhelm-Hack-Museum                                  | Ludwigshafen am Rhein |                       | 20,4 × 13,7                |
|           | 1915                                         | Suprematistische Komposition mit Fläche in Projektion                                                                           | S-159               | Öl auf Leinwand                                           | Privatsammlung                                       |                       |                       | 57,0 × 57,0                |
|           | Motiv von 1915–16, gemalt 1917               | Konstruktion Nr. 31 | S-160               | Öl auf Leinwand                                           | Privatsammlung                                       | New York              |                       | 75,0 × 75,0                |
|           | Motiv von 1916–17, gemalt 1920er             | Flächen in Projektion / Sphärische Konstruktion                                                                                 | S-161 recto / verso | Bleistift auf Rechenpapier                                | Stedelijk Museum (Leihgabe der Stichting Khardzhiev) | Amsterdam             | 4.2001(053)           | 17,3 × 20,7                |
|           | Motiv von 1915, gemalt 1916–17               | Fläche in Projektion | S-162               | Öl auf Leinwand                                           | Privatsammlung                                       |                       |                       | 78,0 × 69,5                |
|           | Motiv von 1915, gemalt ca. 1919              | Komposition 17 c | S-163               | Bleistift auf Papier                                      | Privatsammlung                                       |                       |                       | 11,4 × 8,7                 |
|           | Motiv von 1915, gemalt nach 1919             | Komposition 9 c | S-164               | Bleistift auf Papier                                      | Privatsammlung                                       |                       |                       | 18,2 × 11,4                |
|           | 1915–16                                      | Suprematistische Komposition | S-165               | Bleistift auf Papier                                      | Privatsammlung                                       |                       |                       | 17,6 × 11,4                |
|           | Motiv von 1916, später gemalt                | Suprematistische Komposition | S-166               | Bleistift auf Papier                                      | Privatsammlung                                       |                       |                       | 16,8 × 11,7                |
|           | Motiv von 1916, später gemalt                | Komposition 13 q | S-167               | Bleistift auf Papier                                      | Privatsammlung                                       |                       |                       | 22,5 × 11,2                |
|           | Motiv von 1916, gemalt 1920                  | Komposition 25 c | S-168               | Bleistift auf Papier                                      | Museum Ludwig                                        | Köln                  | ML/Z 2011/036         | 22,2 × 17,8                |
|           | Motiv von 1916, gemalt Dezember 1920         | Fläche in Projektion (in Kasimir Malewitsch: Suprematism. 34 risunka, 1920, S. 9)                                               | S-169               | Lithografie (1000 Ex.)                                    | verschiedene                                         |                       |                       | 21,8 × 17,7                |
|           | 1915                                         | Komposition 14 c | S-170               | Bleistift und Gouache auf Rechenpapier                    | Privatsammlung                                       |                       |                       | 16,5 × 10,8                |
|           | 1915                                         | Komposition 7 c | S-171               | Bleistift auf Rechenpapier                                | Privatsammlung                                       |                       |                       | 16,6 × 10,6                |
|           | 1915                                         | Vierteilung der Fläche | S-172               | Öl auf Leinwand                                           | Radischtschew-Kunstmuseum                            | Saratow               | Ж-1089                | 50,0 × 50,0                |
|           | Motiv von 1915, gemalt 1927                  | Vierteilung der Fläche (für Malewitsch, Die Welt als Ungegenständlichkeit, 1927)                                                | S-173               | Bleistift auf Papier                                      | Kunstmuseum, Kupferstichkabinett                     | Basel                 | 1969.51.6             | 20,5 × 26,5                |
|           | Motiv von 1915, gemalt 1920er                | Komposition 3 d | S-174               | Bleistift auf Karton                                      | Privatsammlung                                       |                       |                       | 13,4 × 9,0                 |
|           | Motiv von 1915, gemalt 1927                  | Zweiflächige Evolution des ursprünglichen suprematistischen Elementes (für Malewitsch, Die Welt als Ungegenständlichkeit, 1927) | S-175               | Bleistift auf Papier                                      | Kunstmuseum, Kupferstichkabinett                     | Basel                 | 1969.51.4             | 20,5 × 26,5                |
|           | 1916                                         | Dreifache Teilung der Fläche nach einer schrägen Bewegung                                                                       | S-176               | Bleistift auf Rechenpapier                                | Privatsammlung                                       |                       |                       | 16,5 × 10,7                |
|           | Motiv von 1916, später gemalt                | Komposition 5 g / Komposition                                                                                                   | S-177 recto / verso | Bleistift auf Papier                                      | Privatsammlung                                       |                       |                       | 17,0 × 10,0                |
|           | 1917                                         | Komplexe magnetische Konstruktion / Zwei Kompositionen                                                                          | S-178 recto / verso | Bleistift auf Rechenpapier                                | Stedelijk Museum (Leihgabe der Stichting Khardzhiev) | Amsterdam             | 4.2001(059)           | 17,3 × 20,7                |
|           | 1915                                         | Flächen in Ausbreitung: Dame | S-179               | Bleistift auf Rechenpapier                                | Musée national d'Art moderne                         | Paris                 | AM 1975-225           | 14,7 × 8,6                 |
|           | Motiv von 1915, später gemalt                | Komposition 2 t | S-180               | Bleistift auf Rechenpapier                                | Stedelijk Museum (Leihgabe der Stichting Khardzhiev) | Amsterdam             | 4.2001(123)           | 12,5 × 11,6                |
|           | 1916                                         | Flächen in Ausbreitung: Komposition 10 k                                                                                        | S-181               | Bleistift auf Rechenpapier                                | Privatsammlung                                       |                       |                       | 16,6 × 10,7                |
|           | Motiv von 1916, später gemalt (1920er (?))   | Flächen in Ausbreitung und Zerteilung des Quadrates                                                                             | S-182               | Bleistift auf Papier                                      | Privatsammlung                                       |                       |                       | 21,0 × 16,4                |
|           | Motiv von 1916, gemalt 1920er                | Komposition 13 a | S-183               | Bleistift auf Rechenpapier                                | Privatsammlung                                       |                       |                       | 16,5 × 11,0                |
|           | 1915                                         | Fläche in Ausbreitung | S-184               | Öl auf Leinwand                                           | Privatsammlung                                       |                       |                       | 80,0 × 80,0                |
|           | Motiv von 1916, gemalt Anfang 1920er (?)     | Flächen in Ausbreitung: Komposition 10 c                                                                                        | S-185               | Bleistift auf Papier                                      | Privatsammlung                                       |                       |                       | 20,6 × 11,3                |
|           | Motiv von 1915, gemalt 1927                  | Fläche in Ausbreitung (für Malewitsch, Die Welt als Ungegenständlichkeit, 1927)                                                 | S-186               | Bleistift auf Papier                                      | Kunstmuseum, Kupferstichkabinett                     | Basel                 | 1969.51.5             | 20,5 × 26,5                |
|           | Motiv von 1915, gemalt 1920er                | Fläche in Ausbreitung | S-187               | Bleistift auf Papier                                      | unbekannt                                            |                       |                       | 17,0 × 11,5                |
|           | Motiv von 1915, gemalt 1916–17               | Suprematistische Komposition | S-188               | Bleistift auf Papier                                      | Privatsammlung                                       |                       |                       | 16,0 × 20,2                |
|           | Motiv von 1915, gemalt ca. 1919–20           | Fläche in Ausbreitung | S-189               | Bleistift auf Papier                                      | Wilhelm-Hack-Museum                                  | Ludwigshafen am Rhein |                       | 11,1 × 18,2                |
|           | 1915                                         | Komposition 12 k | S-190               | Bleistift auf Rechenpapier                                | Privatsammlung                                       |                       |                       | 16,6 × 10,8                |
|           | 1915                                         | Komposition 18 c | S-191               | Bleistift auf Rechenpapier                                | Privatsammlung                                       | Kanada                |                       | 16,1 × 10,7                |
|           | 1915                                         | Komposition 14 k | S-192               | Bleistift auf Rechenpapier                                | Privatsammlung                                       |                       |                       | 17,6 / 17,0 × 8,3          |
|           | Motiv von 1915, gemalt 1916–19 (?)           | Zwei Flächen in Ausbreitung | S-193               | Bleistift auf Rechenpapier                                | Musée national d'Art moderne                         | Paris                 | AM 1975-226           | 13,8 × 11,4                |
|           | Motiv von 1916–17, gemalt 1920er             | Komposition 16 a | S-194               | Bleistift auf Papier                                      | Privatsammlung                                       |                       |                       | 17,5 × 11,3                |
|           | 1915                                         | Fläche in Rotation (Schwarzer Kreis)                                                                                            | S-195               | Öl auf Leinwand                                           | Privatsammlung                                       |                       |                       | 79,0 × 79,0                |
|           | 1915                                         | Fläche in Rotation 12 i | S-196               | Bleistift auf Rechenpapier                                | Privatsammlung                                       |                       |                       | 16,0 × 10,0                |
|           | Motiv von 1915, gemalt Mai 1920              | Fläche in Rotation (in Unovis Almanach 1, S. 5)                                                                                 | S-197               | Bleistift und Tusche auf Papier (5 Ex.)                   | verschiedene                                         |                       |                       | 35,7 × 25,5                |
|           | Motiv von 1915, gedruckt Dezember 1920       | Fläche in Rotation (in Kasimir Malewitsch: Suprematism. 34 risunka, 1920, S. 9)                                                 | S-198               | Lithografie (1000 Ex.)                                    | verschiedene                                         |                       |                       | 21,8 × 17,7                |
|           | Motiv von 1915, gemalt 1924                  | Schwarzer Kreis (Zweites Element des Suprematismus)                                                                             | S-199               | Öl auf Leinwand                                           | Russisches Museum                                    | St. Petersburg        | Ж-9472                | 106,0 × 106,0              |
|           | Motiv von 1915, gemalt ca. 1925–1927         | Schwarzer Kreis | S-200               | Bleistift auf Papier                                      | Museum of Modern Art                                 | New York              | 1935.808              | 47,0 × 36,5                |
|           | Motiv von 1915, gemalt 1927                  | Zweites fundamentales Element (für Malewitsch, Die Welt als Ungegenständlichkeit, 1927)                                         | S-201               | Bleistift auf Papier                                      | Kunstmuseum, Kupferstichkabinett                     | Basel                 | 1969.51.2             | 20,5 × 26,5                |
|           | Motiv von 1915, gemalt ca. 1919–1920         | Kreis in energetischer Transformation                                                                                           | S-202               | Tusche und Bleistift auf Papier                           | unbekannt                                            |                       |                       | 10,6 × 16,7                |
|           | Motiv von 1915/16                            | Komposition mit zwei Kreisen | S-203               | Öl auf Leinwand                                           | unbekannt (zerstört?)                                |                       |                       | ca. 60 × 80                |
|           | Motiv von 1916, gemalt zweite Hälfte 1920er  | Zwei Kreise | S-204               | Bleistift auf Rechenpapier                                | unbekannt                                            |                       |                       | ca. 6,0 × 6,5 (Ausschnitt) |
|           | Motiv von 1916, später gemalt                | Komposition 10 f | S-205               | Bleistift auf Rechenpapier                                | Privatsammlung                                       |                       |                       | 11,1 × 16,3                |
|           | 1915                                         | Zwei suprematistische Flächen in rechtwinkligem Verhältnis (Schwarzes Kreuz)                                                    | S-206               | Öl auf Leinwand                                           | Musée national d'Art moderne                         | Paris                 | AM 1980-1             | 80,0 × 80,0                |
|           | Motiv von 1915, gemalt Mai 1920              | Schwarzes Kreuz (in Unovis Almanach 1, S. 7)                                                                                    | S-207               | Gouache und Tusche auf Papier (5 Ex.)                     | verschiedene                                         |                       |                       | 35,7 × 25,5                |
|           | Motiv von 1915, gemalt Dezember 1920         | Schwarzes Kreuz (in Kasimir Malewitsch: Suprematism. 34 risunka, 1920, S. 7)                                                    | S-208               | Lithographie (1000 Ex.)                                   | verschiedene                                         |                       |                       | 21,8 × 17,7                |
|           | Motiv von 1915, gemalt 1924                  | Schwarzes Kreuz | S-209               | Öl auf Leinwand                                           | Russisches Museum                                    | St. Petersburg        | Ж-9485                | 106,0 × 106,0              |
|           | Motiv von 1915, gezeichnet 1927              | Zweites fundamentales Element des Suprematismus (für Malewitsch, Die Welt als Ungegenständlichkeit, 1927)                       | S-210               | Bleistift auf Papier                                      | Kunstmuseum, Kupferstichkabinett                     | Basel                 | 1969.51.3             | 20,5 × 26,5                |
|           | Motiv von 1915, erstellt Dezember 1920       | Suprematistisches Kreuz im Flug (in Kasimir Malewitsch: Suprematism. 34 risunka, 1920, S. 15)                                   | S-211               | Lithografie (1000 Ex.)                                    | verschiedene                                         |                       |                       | 21,8 × 17,7                |
|           | Motiv von 1916, gezeichnet ca. 1920–21       | Komposition 1 g | S-212               | Bleistift auf Papier                                      | Privatsammlung                                       |                       |                       | 11,2 × 11,4                |
|           | 1916                                         | Komposition 1 g | S-213               | Bleistift auf Rechenpapier                                | Privatsammlung                                       |                       |                       | 16,3 × 11,2                |
|           | Motiv von 1915, gezeichnet Anfang 1920er     | Komposition 9 r | S-214               | Bleistift auf Rechenpapier                                | unbekannt                                            |                       |                       | 16,5 × 11,0                |
|           | Motiv von 1916, gezeichnet ca. 1920          | Komposition 5 r | S-215               | Bleistift auf Papier                                      | Privatsammlung                                       |                       |                       | 22,8 × 15,5                |
|           | 1915                                         | Suprematistische Komposition | S-216               | Öl auf Leinwand                                           | unbekannt                                            |                       |                       | 43,2 × 30,8                |
|           | Ende 1920er                                  | Kompositionen mit fundamentalen Elementen                                                                                       | S-217               | Tusche auf Papier                                         | Privatsammlung                                       |                       |                       | 17,8 × 22,1                |
|           | Motiv Anfang der 1920er (?)                  | Komposition mit schwarzem Kreuz und rotem Quadrat                                                                               | S-218               | Öl auf Leinwand                                           | unbekannt (zerstört?)                                |                       |                       | ca. 70 × 60                |
|           | 1915–16                                      | Komposition 5 i | S-219               | Bleistift auf Papier                                      | Privatsammlung                                       |                       |                       | 14,2 × 11,2                |
|           | Motive Anfang 1920er, später gezeichnet      | Kompositionen mit fundamentalen Elementen                                                                                       | S-220               | Bleistift auf Papier                                      | unbekannt                                            |                       |                       | 10,5 × 16,8                |
|           | Dezember 1920                                | Drei fundamentale Elemente (in Kasimir Malewitsch: Suprematism. 34 risunka, 1920, S. 11)                                        | S-221               | Lithografie (1000 Ex.)                                    | verschiedene                                         |                       |                       | 21,8 × 17,7                |
|           | Motiv von 1920, gezeichnet 1920er            | Drei fundamentale Elemente | S-222               | Bleistift auf Papier                                      | unbekannt                                            |                       |                       | 17,3 × 12,0                |
|           | Motiv von 1920, gezeichnet 1927              | Drei fundamentale Elemente (für Malewitsch, Die Welt als Ungegenständlichkeit, 1927)                                            | S-223               | Bleistift auf Papier                                      | Kunstmuseum, Kupferstichkabinett                     | Basel                 | 1969.51.7             | 20,9 × 16,4                |
|           | Motiv von 1916, gezeichnet nach 1917         | Komposition 4 i | S-224               | Bleistift auf Rechenpapier                                | Privatsammlung                                       |                       |                       | 16,5 × 11,2                |
|           | Motiv Anfang 1916, später gezeichnet         | Komposition mit Flächen in Ausbreitung                                                                                          | S-225               | Bleistift auf Rechenpapier                                | Privatsammlung                                       | Kanada                |                       | 14,8 × 15,5                |
|           | Motiv von 1916–17, gezeichnet nach 1918      | Zwei ovale und eine ausgebreitete Fläche                                                                                        | S-226               | Bleistift auf Papier                                      | Privatsammlung                                       |                       |                       | 20,0 × 16,6                |
|           | Motiv von 1916, gezeichnet 1920–22           | Komposition im Gleichgewicht | S-227               | Bleistift auf Papier                                      | Privatsammlung                                       |                       |                       | 17,6 × 11,6                |
|           | Motiv von 1916, gezeichnet 1920–22           | Komposition im Gleichgewicht | S-228               | Bleistift auf Papier                                      | Wilhelm-Hack-Museum                                  | Ludwigshafen am Rhein |                       | 16,4 × 12,2                |
|           | Motiv von 1916, gezeichnet 1920–22           | Komposition im Gleichgewicht | S-229               | Bleistift auf Papier                                      | Wilhelm-Hack-Museum                                  | Ludwigshafen am Rhein |                       | 17,0 × 11,2                |

## Magnetischer Suprematismus (S-230 – S-311)
| Abbildung | Datierung                                                 | Titel | Nakov 2002 | Technik                    | Sammlung                                             | Ort                   | Inventar-Nummer   | Format [cm]        |
| --------- | --------------------------------------------------------- | --- | ---------- | -------------------------- | ---------------------------------------------------- | --------------------- | ----------------- | ------------------ |
|           | Motiv von 1916, gezeichnet 1920er                         | Komposition 1 z (Supremus Nr. 67)                                                                                 | S-230      | Bleistift auf Rechenpapier | Stedelijk Museum (Leihgabe der Stichting Khardzhiev) | Amsterdam             | 4.2001(067)       | 17,3 × 20,7        |
|           | Motiv von 1916, gemalt 1928–29                            | Supremus Nr. 67                                                                                                   | S-231      | Öl auf Sperrholz           | Russisches Museum                                    | St. Petersburg        | 9469              | 72,0 × 52,0        |
|           | 1916                                                      | Komposition 14 q                                                                                                  | S-232      | Bleistift auf Rechenpapier | Privatsammlung                                       |                       |                   | 16,5 × 11,0        |
|           | Motiv von 1916, später gezeichnet (?)                     | Skizze eines suprematistischen Komposition                                                                        | S-233      | Bleistift auf Rechenpapier | Privatsammlung                                       |                       |                   | 16,2 × 11,0        |
|           | Motiv von 1916, später gezeichnet                         | Magnetische Konstruktion                                                                                          | S-234      | Bleistift auf Rechenpapier | Menil Foundation Inc.                                | Houston               |                   | 12,5 × 13,0        |
|           | Motiv von 1916, später gezeichnet                         | Magnetische Konstruktion                                                                                          | S-235      | Bleistift auf Rechenpapier | Stedelijk Museum (Leihgabe der Stichting Khardzhiev) | Amsterdam             | 4.2001(068)       | 17,3 × 20,7        |
|           | Motiv von 1916, später gezeichnet                         | Magnetische Konstruktion                                                                                          | S-236      | Bleistift auf Rechenpapier | Stedelijk Museum (Leihgabe der Stichting Khardzhiev) | Amsterdam             | 4.2001(062)       | 20,7 × 17,3        |
|           | Motiv von 1916, gezeichnet 1920er                         | Zwei Magnetische Konstruktionen 19 t                                                                              | S-237      | Bleistift auf Rechenpapier | Privatsammlung                                       |                       |                   | 17,9 × 20,7        |
|           | 1916                                                      | Konstruktion 12 q                                                                                                 | S-238      | Bleistift auf Rechenpapier | Privatsammlung                                       |                       |                   | 16,7 × 11,0        |
|           | 1915–16                                                   | Konstruktion 14 r                                                                                                 | S-239      | Bleistift auf Rechenpapier | Privatsammlung                                       |                       |                   | 16,6 × 10,2        |
|           | 1916                                                      | Magnetische Konstruktion                                                                                          | S-240      | Öl auf Leinwand            | Wilhelm-Hack-Museum                                  | Ludwigshafen am Rhein |                   | 49,5 / 49,0 × 44,0 |
|           | 1915–16                                                   | Konstruktion 2 d                                                                                                  | S-241      | Bleistift auf Rechenpapier | Privatsammlung                                       |                       |                   | 13,2 × 11,0        |
|           | Motiv von 1916, später gezeichnet (1917 (?))              | Magnetische Konstruktion                                                                                          | S-242      | Bleistift auf Rechenpapier | unbekannt                                            |                       |                   | 16,5 × 10,6        |
|           | Motiv von 1916, später gezeichnet                         | Magnetische Konstruktion                                                                                          | S-243      | Bleistift auf Papier       | unbekannt                                            |                       |                   | 18,2 × 11,0        |
|           | Motiv von 1915–16, gezeichnet 1920er                      | Konstruktion 16 k                                                                                                 | S-244      | Bleistift auf Papier       | Privatsammlung                                       |                       |                   | 11,8 × 11,2        |
|           | 1916                                                      | Konstruktion 8 t                                                                                                  | S-245      | Bleistift auf Rechenpapier | Privatsammlung                                       |                       |                   | 16,8 × 10,5        |
|           | Motiv von 1916, gezeichnet 1920–22                        | Magnetische Konstruktion                                                                                          | S-246      | Bleistift auf Papier       | Wilhelm-Hack-Museum                                  | Ludwigshafen am Rhein |                   | 18,1 × 11,0        |
|           | Motiv von 1916, gezeichnet ca. 1920                       | Magnetische Konstruktion                                                                                          | S-247      | Bleistift auf Papier       | unbekannt                                            |                       |                   | 10,5 × 16,7        |
|           | Motiv von 1916, gezeichnet 1920er                         | Magnetische Konstellation                                                                                         | S-248      | Bleistift auf Rechenpapier | unbekannt                                            |                       |                   | 15,5 × 9,2         |
|           | Motiv von 1916, später gezeichnet (1917–22)               | Magnetische Konstellation                                                                                         | S-249      | Bleistift auf Papier       | Privatsammlung                                       |                       |                   | 16,5 × 11,2        |
|           | 1916                                                      | Komposition 14 t                                                                                                  | S-250      | Bleistift auf Rechenpapier | Stedelijk Museum (Leihgabe der Stichting Khardzhiev) | Amsterdam             | 4.2001(041)       | 15,4 × 10,0        |
|           | Motiv von 1915–16, später gezeichnet                      | Komposition 2 r                                                                                                   | S-251      | Bleistift auf Papier       | Privatsammlung                                       |                       |                   | 22,5 × 17,5        |
|           | Motiv von 1915–16, später gezeichnet                      | Komposition 3 r                                                                                                   | S-252      | Bleistift auf Papier       | Privatsammlung                                       |                       |                   | 22 × 17,3          |
|           | Motiv von 1916, später gezeichnet (Anfang 1920er?)        | Magnetische Konstellationen                                                                                       | S-253      | Bleistift auf Papier       | unbekannt                                            |                       |                   | 9,2 × 14,6         |
|           | Motiv von 1916, später gezeichnet (1920 (?))              | Komposition 1 k                                                                                                   | S-254      | Bleistift auf Papier       | Privatsammlung                                       |                       |                   | 22,5 × 11,5        |
|           | Motiv von 1916, Version vom Dezember 1920                 | Magnetische Anziehung (in Kasimir Malewitsch: Suprematizm. 34 risunka, 1920, S. 18)                               | S-255      | Lithografie (1000 Ex.)     | verschiedene                                         |                       |                   | 21,8 × 17,7        |
|           | Motiv von 1916, gezeichnet 1927                           | Magnetische Anziehung (für Malewitsch, Die Welt als Ungegenständlichkeit, 1927)                                   | S-256      | Bleistift auf Papier       | Kunstmuseum, Kupferstichkabinett                     | Basel                 | 1969.51.16        | 26,5 × 20,5        |
|           | Motiv von 1916, später gezeichnet                         | Magnetische Anziehung                                                                                             | S-257      | Bleistift auf Rechenpapier | Stedelijk Museum (Leihgabe der Stichting Khardzhiev) | Amsterdam             | 4.2001(061)       | 20,7 × 17,3        |
|           | Motiv von 1916, 1919 wiederaufgenommen, gezeichnet 1920er | Komposition 2 z                                                                                                   | S-258      | Bleistift auf Rechenpapier | Stedelijk Museum (Leihgabe der Stichting Khardzhiev) | Amsterdam             | 4.2001(065)       | 17,3 × 20,7        |
|           | Motiv von 1919, Version vom Dezember 1920                 | Magnetische Anziehung (in Kasimir Malewitsch: Suprematizm. 34 risunka, 1920, S. 29)                               | S-259      | Lithografie (1000 Ex.)     | verschiedene                                         |                       |                   | 21,8 × 17,7        |
|           | Motiv von 1919, gezeichnet Mitte 1920er (vor 1927)        | Magnetische Anziehung                                                                                             | S-260      | Bleistift auf Papier       | unbekannt (zerstört?)                                |                       |                   | 44,4 × 33,8        |
|           | Motiv von 1919, später gezeichnet                         | Magnetische Konstruktion                                                                                          | S-261      | Bleistift auf Rechenpapier | unbekannt                                            |                       |                   | 13,4 × 11,7        |
|           | Motiv von 1916, gezeichnet 1920er                         | Magnetische Anziehung                                                                                             | S-262      | Bleistift auf Papier       | Privatsammlung                                       |                       |                   | 17,2 × 20,5        |
|           | Motiv von 1916, später gezeichnet (1920er (?))            | Magnetische Konstruktion in der Auflösung                                                                         | S-263      | Bleistift auf Papier       | Privatsammlung                                       | London                |                   | 17,4 × 12,0        |
|           | Motiv von 1916, gezeichnet nach 1918                      | Magnetische Konstruktion in der Auflösung                                                                         | S-264      | Bleistift auf Rechenpapier | Privatsammlung                                       | Düsseldorf            |                   | 17,3 × 12,0        |
|           | Motiv von 1916, gezeichnet 1920er                         | Magnetische Bewegung                                                                                              | S-265      | Bleistift auf Papier       | Privatsammlung                                       |                       |                   | 21,0 × 14,5        |
|           | Motiv von 1916, gezeichnet 1920                           | Komposition 9 h                                                                                                   | S-266      | Bleistift auf Rechenpapier | Stedelijk Museum (Leihgabe der Stichting Khardzhiev) | Amsterdam             | 4.2001(037)       | 15,4 × 10,8        |
|           | Motiv von 1916, erstellt Dezember 1920                    | Prämagnetische Konstruktion (in Kasimir Malewitsch: Suprematism. 34 risunka, 1920, S. 24)                         | S-267      | Lithografie (1000 Ex.)     | verschiedene                                         |                       |                   | 21,8 × 17,7        |
|           | Motiv von 1916, später gezeichnet                         | Komposition 4 z (Supremus Nr. 84)                                                                                 | S-268      | Bleistift auf Rechenpapier | Stedelijk Museum (Leihgabe der Stichting Khardzhiev) | Amsterdam             | 4.2001(072)       | 17,3 × 20,7        |
|           | Motiv von 1916, gezeichnet 1920er                         | Magnetische Konstruktion mit zentraler Anziehung                                                                  | S-269      | Bleistift auf Rechenpapier | Musée National d'Art Moderne                         | Paris                 | AM 1975-226 verso | 17,2 × 20,6        |
|           | Motiv von 1916, gemalt 1917–18                            | Supremus Nr. 84                                                                                                   | S-270      | Öl auf Leinwand            | Privatsammlung                                       |                       |                   | 73,5 × 66,0        |
|           | Motiv von 1916, später gezeichnet                         | Magnetische Konstruktion mit zentraler Anziehung                                                                  | S-271      | Bleistift auf Rechenpapier | Museum Ludwig                                        | Köln                  | ML/Z 2011/043     | 17,2 × 20,7        |
|           | Motiv von 1916, gezeichnet ca. 1920–22                    | Magnetische Konstruktion mit Anziehung                                                                            | S-272      | Bleistift auf Papier       | Privatsammlung                                       |                       |                   | 17,2 × 10,7        |
|           | 1916                                                      | Konstruktion 3 h                                                                                                  | S-273      | Bleistift auf Rechenpapier | Privatsammlung                                       |                       |                   | 16,6 × 10,8        |
|           | Motiv von 1916, gezeichnet 1927                           | Gefühl einer magnetischen Anziehung (für Malewitsch, Die Welt als Ungegenständlichkeit, 1927)                     | S-274      | Bleistift auf Papier       | Kunstmuseum, Kupferstichkabinett                     | Basel                 | 1969.51.15        | 26,5 × 20,5        |
|           | 1916                                                      | Konstruktion 5 h                                                                                                  | S-275      | Bleistift auf Rechenpapier | Musée National d’Art Moderne                         | Paris                 | AM 1986-282       | 16,5 × 10,6        |
|           | 1915/16                                                   | Konstruktion 1 h                                                                                                  | S-276      | Bleistift auf Rechenpapier | Privatsammlung                                       |                       |                   | 16,5 × 10,8        |
|           | 1916                                                      | Konstruktion 8 h                                                                                                  | S-277      | Bleistift auf Rechenpapier | Privatsammlung                                       |                       |                   | 16,5 × 11,2        |
|           | Motiv von 1916, gezeichnet ca. 1920–22                    | Magnetische Konstruktion                                                                                          | S-278      | Bleistift auf Papier       | unbekannt                                            |                       |                   | 10,0 × 17,0        |
|           | Motiv von 1916, gezeichnet Anfang 1920er                  | Magnetische Konstruktion                                                                                          | S-279      | Bleistift auf Papier       | unbekannt                                            |                       |                   | 17,8 × 12,7        |
|           | Motiv von 1916, gezeichnet Anfang 1920er                  | Magnetische Konstruktion mit zentraler Polarisation                                                               | S-280      | Bleistift auf Papier       | Privatsammlung                                       | Schweiz               |                   | 18,2 × 11,2        |
|           | Motiv von 1916, gezeichnet 1920er                         | Magnetische Konstellation                                                                                         | S-281      | Bleistift auf Papier       | Privatsammlung                                       |                       |                   | 26,5 × 19,5        |
|           | Motiv von 1916, gezeichnet ca. 1920–22                    | Magnetische Konstruktion                                                                                          | S-282      | Bleistift auf Papier       | unbekannt                                            |                       |                   | 16,0 × 12,0        |
|           | Motiv von 1915–16, gezeichnet Anfang 1920er               | Magnetische Konstruktion mit mehreren Anziehungspunkten                                                           | S-283      | Bleistift auf Papier       | Privatsammlung                                       |                       |                   | 21,5 × 14,0        |
|           | Motiv von 1916, gemalt 1920er                             | Magnetische kosmische Konstruktion                                                                                | S-284      | Öl auf Leinwand            | Privatsammlung                                       | Schweiz               |                   | 104,0 × 59,5       |
|           | 1916–17                                                   | Magnetische Konstruktion mit Bogen                                                                                | S-285      | Bleistift auf Papier       | Privatsammlung                                       |                       |                   | 12,6 × 10,0        |
|           | Motiv von 1915, später gezeichnet                         | Komposition 24 c                                                                                                  | S-286      | Bleistift auf Rechenpapier | Privatsammlung                                       |                       |                   | 16,2 × 11,1        |
|           | Motiv von 1916, später gemalt                             | Magnetische Konstruktion                                                                                          | S-287      | Öl auf Leinwand            | Privatsammlung                                       |                       |                   | 73,0 × 40,5        |
|           | Motiv von 1916–17, später gemalt                          | Magnetische Kompositionen                                                                                         | S-288      | Bleistift auf Rechenpapier | Stedelijk Museum (Leihgabe der Stichting Khardzhiev) | Amsterdam             | 4.2001(060)       | 20,7 × 17,3        |
|           | Frühling–Sommer 1916                                      | Magnetische Konstruktion                                                                                          | S-289      | Öl auf Leinwand            | Russisches Museum                                    | St. Petersburg        | ЖБ-1408           | 80,5 × 81,0        |
|           | Motiv von 1916, Version von 1923                          | Magnetische Konstruktion                                                                                          | S-289 bis  | Porzellanteller            | Privatsammlung                                       | St. Petersburg        |                   | Durchmesser: 25,0  |
|           | 1916                                                      | Magnetische Konstruktion                                                                                          | S-290      | Bleistift auf Rechenpapier | Privatsammlung                                       |                       |                   | 10,5 × 16,8        |
|           | Motiv von 1916, gezeichnet 1918–1919                      | Magnetische Konstruktion                                                                                          | S-291      | Bleistift auf Rechenpapier | Privatsammlung                                       |                       |                   | 13,1 × 10,4        |
|           | 1916                                                      | Konstruktion 9 h                                                                                                  | S-292      | Bleistift auf Rechenpapier | Privatsammlung                                       |                       |                   | 17,3 × 20,0        |
|           | Motiv Anfang 1916, gezeichnet 1920                        | Prämagnetische Konstruktion 2 h                                                                                   | S-293      | Bleistift auf Rechenpapier | Privatsammlung                                       |                       |                   | 14,0 × 10,8        |
|           | Motiv Anfang 1916, Version vom Dezember 1920              | Prämagnetische Konstruktion mit zentraler Anziehung (in Kasimir Malewitsch: Suprematizm. 34 risunka, 1920, S. 25) | S-294      | Lithografie (1000 Ex.)     | verschiedene                                         |                       |                   | 21,8 × 17,7        |
|           | 1916                                                      | Komposition 6 t (Gefühl der Zeit)                                                                                 | S-295      | Bleistift auf Rechenpapier | Stedelijk Museum (Leihgabe der Stichting Khardzhiev) | Amsterdam             | 4.2001(036)       | 14,7 × 10,8        |
|           | Motiv von 1916, Version vom Dezember 1920                 | Magnetisches Feld mit dominanten Flächen (in Kasimir Malewitsch: Suprematizm. 34 risunka, 1920, S. 27)            | S-296      | Lithografie (1000 Ex.)     | verschiedene                                         |                       |                   | 21,8 × 17,7        |
|           | Frühling 1916                                             | Supremus Nr. 50                                                                                                   | S-297      | Öl auf Leinwand            | Stedelijk Museum                                     | Amsterdam             | A 7663            | 66,0 × 97,0        |
|           | Frühling 1916                                             | Komposition 10 q                                                                                                  | S-298      | Bleistift auf Rechenpapier | Privatsammlung                                       |                       |                   | 11,1 × 16,6        |
|           | Motiv von 1916, später gezeichnet (1920 (?))              | Komposition 4 t                                                                                                   | S-299      | Bleistift auf Rechenpapier | Stedelijk Museum (Leihgabe der Stichting Khardzhiev) | Amsterdam             | 4.2001(035)       | 11,2 × 16,6        |
|           | 1916                                                      | Komposition 3 t                                                                                                   | S-300      | Bleistift auf Rechenpapier | Stedelijk Museum(Leihgabe der Stichting Khardzhiev)  | Amsterdam             | 4.2001(093)       | 16,6 × 10,6        |
|           | Motiv von 1916, gezeichnet Anfang 1920er                  | Magnetische Bewegung                                                                                              | S-301      | Bleistift auf Papier       | Privatsammlung                                       |                       |                   | 28,0 × 14,8        |
|           | Motiv von 1916, gezeichnet Anfang 1920er                  | Magnetische Bewegung                                                                                              | S-302      | Bleistift auf Papier       | unbekannt                                            |                       |                   | 25,5 × 22,5        |
|           | Motiv von 1916, gezeichnet Anfang 1920er                  | Magnetische Bewegung                                                                                              | S-303      | Bleistift auf Papier       | Wilhelm-Hack-Museum                                  | Ludwigshafen am Rhein |                   | 17,3 × 12,0        |
|           | Motiv von 1916, gezeichnet Anfang 1920er                  | Magnetische Bewegung                                                                                              | S-304      | Bleistift auf Papier       | Wilhelm-Hack-Museum                                  | Ludwigshafen am Rhein |                   | 17,3 × 12,0        |
|           | 1915/16                                                   | Magnetische Konstruktion 18 r                                                                                     | S-305      | Bleistift auf Rechenpapier | Privatsammlung                                       |                       |                   | 16,6 × 11,1        |
|           | 1916                                                      | Kompakte magnetische Konstruktion                                                                                 | S-306      | Öl auf Leinwand            | Peggy Guggenheim Collection                          | Venedig               | 76.2553.42        | 53,0 × 53,0        |
|           | Motiv von 1916, später gezeichnet                         | Komposition 7 r                                                                                                   | S-307      | Bleistift auf Papier       | Privatsammlung                                       |                       |                   | 14,5 × 10,5        |
|           | Motiv von 1916, später gezeichnet                         | Komposition 7 r                                                                                                   | S-308      | Bleistift auf Papier       | Judith Rothschild Foundation                         | New York              |                   | 15,4 × 11,3        |
|           | 1916                                                      | Kompakte magnetische Komposition                                                                                  | S-309      | Öl auf Leinwand            | Privatsammlung                                       |                       |                   | 78,5 × 56,6        |
|           | 1915                                                      | Komposition 6 r                                                                                                   | S-310      | Bleistift auf Rechenpapier | Privatsammlung                                       |                       |                   | 16,5 × 11,0        |
|           | 1915                                                      | Magnetische Komposition                                                                                           | S-311      | Bleistift auf Rechenpapier | unbekannt                                            |                       |                   | 11,0 × 16,1        |

## Elektromagnetischer Suprematismus (S-312 – S-359)
| Abbildung | Datierung                                              | Titel                                                                                   | Nakov 2002          | Technik                    | Sammlung                                             | Ort                   | Inventar-Nummer | Format [cm]             |
| --------- | ------------------------------------------------------ | --------------------------------------------------------------------------------------- | ------------------- | -------------------------- | ---------------------------------------------------- | --------------------- | --------------- | ----------------------- |
|           | 1916                                                   | Komposition 16 b                                                                        | S-312               | Bleistift auf Papier       | Privatsammlung                                       |                       |                 | 16,7 × 11,0             |
|           | 1916                                                   | Metallisches Rauschen                                                                   | S-313               | Öl auf Leinwand            | unbekannt (zerstört?)                                |                       |                 | ca. 95–100 × 80–85      |
|           | 1916–1917                                              | Komposition 17 b                                                                        | S-314               | Bleistift auf Papier       | Privatsammlung                                       |                       |                 | 18,2 × 11,4             |
|           | Motiv von 1916, gezeichnet 1927                        | Metallisches Rauschen (für Malewitsch, Die Welt als Ungegenständlichkeit, 1927)         | S-315               | Bleistift auf Papier       | Kunstmuseum, Kupferstichkabinett                     | Basel                 | 1969.51.11      | 20,9 × 16,4             |
|           | 1916                                                   | Komposition 7 b, metallisches Rauschen                                                  | S-316               | Bleistift auf Papier       | Privatsammlung                                       |                       |                 | 16,8 × 10,6             |
|           | Frühling–Sommer 1916                                   | Komposition 8 b                                                                         | S-317               | Bleistift auf Rechenpapier | Privatsammlung                                       |                       |                 | 11,0 × 16,5             |
|           | 1916                                                   | Komplexe magnetische Komposition mit Bogen                                              | S-318               | Öl auf Leinwand            | unbekannt (zerstört?)                                |                       |                 | ca. 95–100 × 80–85      |
|           | 1916                                                   | Metallisches Rauschen                                                                   | S-319               | Bleistift auf Rechenpapier | Kunstmuseum                                          | Bochum                | 2058            | 16,8 × 10,6             |
|           | Motiv von 1916–1917, später gezeichnet (1920–1922 (?)) | Magnetismus mit Kreisbewegung                                                           | S-320               | Bleistift auf Papier       | Wilhelm-Hack-Museum                                  | Ludwigshafen am Rhein |                 | 17,4 × 12,0             |
|           | 1916–1917                                              | Magnetismus mit Kreisbewegung                                                           | S-321               | Bleistift auf Rechenpapier | Kunstmuseum                                          | Bochum                | 2067            | 16,6 × 10,6             |
|           | Motiv von 1916–1917, gezeichnet 1920–1922              | Magnetismus mit Kreisbewegung                                                           | S-322               | Bleistift auf Papier       | Staatsgalerie                                        | Stuttgart             |                 | 17,3 × 11,9             |
|           | Motiv von 1916–1917, später gezeichnet                 | Zwei magnetische Kompositionen                                                          | S-323               | Bleistift auf Papier       | Wilhelm-Hack-Museum                                  | Ludwigshafen am Rhein |                 | 18,2 × 11,0             |
|           | Motiv von 1916, später gezeichnet                      | Magnetische Komposition                                                                 | S-324               | Bleistift auf Rechenpapier | Wilhelm-Hack-Museum                                  | Ludwigshafen am Rhein |                 | 20,8 × 14,9             |
|           | Motiv von 1916, später gezeichnet (1917–1919 (?))      | Magnetische Konstruktion                                                                | S-325               | Bleistift auf Papier       | Berlinische Galerie                                  | Berlin                | BG-G 497/77     | 18,0 × 11,0             |
|           | Motiv von 1916, gezeichnet Anfang 1920er               | Magnetische Konstruktion                                                                | S-326               | Bleistift auf Papier       | Privatsammlung                                       |                       |                 | 18,5 × 11,2             |
|           | Motiv von 1916–1917, später gezeichnet (1920–1922 (?)) | Magnetische Konstruktionen                                                              | S-327               | Bleistift auf Papier       | The Julia A. Whitney Foundation                      | Washington, Conn.     |                 | 18,5 × 11,0             |
|           | Motiv von 1916, später gezeichnet (1917–1919 (?))      | Komplexe Konstruktionen                                                                 | S-328               | Bleistift auf Papier       | unbekannt                                            |                       |                 | 20,0 × 10,8             |
|           | 1916                                                   | Magnetische Komposition, Zersplitterung                                                 | S-329               | Bleistift auf Rechenpapier | unbekannt                                            |                       |                 | 11,1 × 16,5             |
|           | Motiv von 1916, gezeichnet ca. 1919–1922               | Magnetische Konstruktion                                                                | S-330               | Bleistift auf Papier       | The Newberger Museum                                 | New York              |                 | 18,1 × 11,0             |
|           | Motiv von 1916, später gezeichnet                      | Magnetische Konstruktion                                                                | S-331               | Bleistift auf Papier       | Annely Juda Fine Art                                 | London                |                 | 18,2 × 11,0             |
|           | Motiv von 1916, später gezeichnet                      | Magnetische Konstruktion                                                                | S-332               | Bleistift auf Papier       | Annely Juda Fine Art                                 | London                |                 | 17,0 × 12,0             |
|           | Motiv von 1916, später gezeichnet (1919–1922)          | Magnetische Konstruktion                                                                | S-333               | Bleistift auf Papier       | Wilhelm-Hack-Museum                                  | Ludwigshafen am Rhein |                 | 19,7 × 13,3             |
|           | Motiv von 1916, später gezeichnet (1919–1922)          | Magnetische Konstruktion                                                                | S-334               | Bleistift auf Papier       | Wilhelm-Hack-Museum                                  | Ludwigshafen am Rhein |                 | 17,3 × 10,5             |
|           | Motiv von 1916, später gezeichnet                      | Magnetische Konstruktionen in der Auflösung                                             | S-335               | Bleistift auf Papier       | Privatsammlung                                       |                       |                 | 19,7 × 25,5             |
|           | Sommer 1915                                            | Konstruktion 16 r                                                                       | S-336               | Bleistift auf Rechenpapier | Privatsammlung                                       |                       |                 | 11,2 × 16,4             |
|           | 1915                                                   | Konstruktion 12 t                                                                       | S-337               | Bleistift auf Rechenpapier | Museum Ludwig                                        | Köln                  | ML/Z 2011/062   | 16,3 × 11,2             |
|           | Sommer–Herbst 1915                                     | Komposition mit Viereck, Schachbrett und Bogen                                          | S-338               | Bleistift auf Rechenpapier | Kunstmuseum                                          | Bochum                | 2057            | 16,0 × 11,1             |
|           | 1915                                                   | Konstruktion 20 l                                                                       | S-339               | Bleistift auf Rechenpapier | Museum Ludwig                                        | Köln                  | ML/Z 2011/057   | 11,2 × 16,3             |
|           | Motiv von 1915/16, später gezeichnet (1920 (?))        | Komposition 9 b                                                                         | S-340               | Bleistift auf Rechenpapier | Stedelijk Museum (Leihgabe der Stichting Khardzhiev) | Amsterdam             | 4.2001(039)     | 11,2 × 14,5             |
|           | Motiv von 1915/16, später gezeichnet (1919–1922 (?))   | Magnetische fluide Konstruktion                                                         | S-341               | Bleistift auf Papier       | unbekannt                                            |                       |                 | 21,0 × 13,5             |
|           | Motiv von 1916–1917, gezeichnet 1920er                 | Magnetische fluide Konstruktion                                                         | S-342               | Bleistift auf Rechenpapier | unbekannt                                            |                       |                 | 13,5 × 10,5             |
|           | 1915                                                   | Magnetische Konstruktion                                                                | S-343               | Bleistift auf Papier       | Privatsammlung                                       | Kanada                |                 | 18,2 × 10,4             |
|           | Sommer 1915                                            | Magnetische Komposition                                                                 | S-344               | Bleistift auf Rechenpapier | unbekannt                                            |                       |                 | 16,3 × 11,3             |
|           | Motiv von 1915, gezeichnet 1920–1922                   | Magnetische Komposition                                                                 | S-345               | Bleistift auf Papier       | Wilhelm-Hack-Museum                                  | Ludwigshafen am Rhein |                 | 18,3 × 11,1             |
|           | Motiv von 1915/16, später gezeichnet                   | Zweites Stadium der bildlichen Form der Sphäre                                          | S-346               | Bleistift auf Rechenpapier | Privatsammlung                                       | St. Petersburg        |                 | ca. 16,0 × 11,0         |
| recto     | Motiv von 1916–1917, später gezeichnet                 | Magnetismus im Gleichgewicht / Elektromagnetische Komposition                           | S-347 recto / verso | Bleistift auf Rechenpapier | Stedelijk Museum (Leihgabe der Stichting Khardzhiev) | Amsterdam             | 4.2001(073)     | 17,3 × 20,7             |
|           | Motiv von 1916–1917, gezeichnet 1920er                 | Gefühl von elektrischem Strom                                                           | S-348               | Bleistift auf Rechenpapier | Museum Ludwig                                        | Köln                  | ML/Z 2011/039   | 16,2 × 11,2             |
|           | Motiv von 1917, gezeichnet 1927                        | Gefühl von elektrischem Strom (für Malewitsch, Die Welt als Ungegenständlichkeit, 1927) | S-349               | Bleistift auf Papier       | Kunstmuseum, Kupferstichkabinett                     | Basel                 | 1969.51.12      | 20,9 × 16,4             |
|           | 1917                                                   | Kosmischer Magnetismus, Formen in der Auflösung                                         | S-350               | Bleistift auf Papier       | unbekannt                                            |                       |                 | 17,7 × 10,7             |
|           | 1916–1917                                              | Magnetisches Gefühl des Universums                                                      | S-351               | Bleistift auf Papier       | unbekannt                                            |                       |                 | 18,3 × 11,6             |
|           | 1917                                                   | Gefühl des Universums                                                                   | S-352               | Bleistift auf Papier       | Privatsammlung                                       |                       |                 | 18,3 × 11,6             |
| recto     | Motiv von 1916–1917, später gezeichnet                 | Magnetische Komposition / Komposition                                                   | S-353 recto / verso | Bleistift auf Rechenpapier | Stedelijk Museum (Leihgabe der Stichting Khardzhiev) | Amsterdam             | 4.2001(066)     | 17,3 × 20,7             |
|           | Motiv von 1916–1917, gezeichnet 1927                   | Gefühl des Universums                                                                   | S-354               | Bleistift auf Papier       | Privatsammlung                                       |                       |                 | 20,5 × 26,5             |
|           | Motiv von 1917, gezeichnet ca. 1929–1930               | Magnetisches Gefühl                                                                     | S-355               | Bleistift auf Papier       | unbekannt                                            |                       |                 | 35,5 × 22,0             |
|           | Motiv von 1917, gezeichnet ca. 1929–1930               | Magnetisches Gefühl                                                                     | S-356               | Bleistift auf Papier       | unbekannt                                            |                       |                 | 35,3 × 22,0             |
|           | Motiv von 1916–1917, gezeichnet zweite Hälfte 1920er   | Magnetische Komposition                                                                 | S-357               | Bleistift auf Papier       | unbekannt                                            |                       |                 | 15,5 × 22,0             |
|           | Motiv von 1917, gezeichnet ca. 1919–1923               | Magnetische Komposition mit Bogen                                                       | S-358               | Bleistift auf Papier       | unbekannt                                            |                       |                 | 9,0 × 8,1 (Komposition) |
|           | Motiv Anfang 1920er, gezeichnet 1925–1926              | Magnetische architektonische Komposition                                                | S-359               | Bleistift auf Papier       | Stedelijk Museum                                     | Amsterdam             | A 7686          | 35,0 × 22,0             |

## Komplexe suprematistische Kompositionen (S-360 – S-420)
| Abbildung | Datierung                                      | Titel                                                                            | Nakov 2002 | Technik                    | Sammlung                                             | Ort                   | Inventar-Nummer | Format [cm]              |
| --------- | ---------------------------------------------- | -------------------------------------------------------------------------------- | ---------- | -------------------------- | ---------------------------------------------------- | --------------------- | --------------- | ------------------------ |
|           | Motiv von 1916, später gezeichnet              | Komposition 2 i                                                                  | S-360      | Bleistift auf Karopapier   | Stedelijk Museum (Leihgabe der Stichting Khardzhiev) | Amsterdam             |                 | 15,8 × 10,7              |
|           | Motiv von 1915, gezeichnet 1927                | Gemischte Empfindungen (für Malewitsch, Die Welt als Ungegenständlichkeit, 1927) | S-361      | Bleistift auf Papier       | Kunstmuseum, Kupferstichkabinett                     | Basel                 | 1969.51.18      | 20,5 × 26,5              |
|           | 1916                                           | Gemischte Empfindungen                                                           | S-362      | Bleistift auf Papier       | Privatsammlung                                       | Kanada                |                 | 14,4 × 18,5              |
|           | Motiv von 1916, gezeichnet Anfang 1920er       | Gemischte Empfindungen                                                           | S-363      | Bleistift auf Papier       | Privatsammlung                                       |                       |                 | 11,1 × 9,2 (Komposition) |
|           | Motiv von 1916, gezeichnet Anfang 1920er       | Gemischte Empfindungen                                                           | S-364      | Bleistift auf Papier       | Wilhelm-Hack-Museum                                  | Ludwigshafen am Rhein |                 | 17,3 × 12,0              |
|           | Motiv von 1916, gezeichnet Anfang 1920er       | Gemischte Empfindungen                                                           | S-365      | Bleistift auf Papier       | Wilhelm-Hack-Museum                                  | Ludwigshafen am Rhein |                 | 19,7 × 13,5              |
|           | Motiv von 1916, gezeichnet Anfang 1920er       | Gemischte Empfindungen                                                           | S-366      | Bleistift auf Papier       | Wilhelm-Hack-Museum                                  | Ludwigshafen am Rhein |                 | 17,3 × 12,0              |
|           | Motiv von 1916, gezeichnet Anfang 1920er       | Gemischte Empfindungen                                                           | S-367      | Bleistift auf Papier       | Wilhelm-Hack-Museum                                  | Ludwigshafen am Rhein |                 | 19,3 × 35,0              |
|           | Motiv von 1916, gezeichnet Anfang 1920er       | Gemischte Empfindungen                                                           | S-368      | Bleistift auf Papier       | Privatsammlung                                       |                       |                 | 24,0 × 22,0              |
|           | Motiv von 1916, gezeichnet Anfang 1920er       | Gemischte Empfindungen                                                           | S-369      | Bleistift auf Papier       | Wilhelm-Hack-Museum                                  | Ludwigshafen am Rhein |                 | 28,2 × 23,4              |
|           | Motiv von 1916, gezeichnet Anfang 1920er       | Gemischte Empfindungen                                                           | S-370      | Bleistift auf Papier       | unbekannt                                            |                       |                 | 27,0 × 19,0              |
|           | Motiv von 1916, gezeichnet Anfang 1920er       | Gemischte Empfindungen                                                           | S-371      | Bleistift auf Papier       | Wilhelm-Hack-Museum                                  | Ludwigshafen am Rhein |                 | 23,0 × 25,8              |
|           | Motiv von 1916, gezeichnet Anfang 1920er       | Gemischte Empfindungen                                                           | S-372      | Bleistift auf Papier       | Wilhelm-Hack-Museum                                  | Ludwigshafen am Rhein |                 | 26,8 × 23,4              |
|           | Motiv von 1916, gezeichnet Anfang 1920er       | Gemischte Empfindungen                                                           | S-373      | Bleistift auf Papier       | Wilhelm-Hack-Museum                                  | Ludwigshafen am Rhein |                 | 28,0 × 23,6              |
|           | Motiv von 1916, gezeichnet Anfang 1920er       | Gemischte Empfindungen                                                           | S-374      | Bleistift auf Papier       | Wilhelm-Hack-Museum                                  | Ludwigshafen am Rhein |                 | 26,6 × 19,0              |
|           | Motiv von 1916, gezeichnet Anfang 1920er       | Gemischte Empfindungen                                                           | S-375      | Bleistift auf Papier       | unbekannt                                            |                       |                 | 24,8 × 18,0              |
|           | Motiv von 1916, gezeichnet Anfang 1920er       | Gemischte Empfindungen                                                           | S-376      | Bleistift auf Rechenpapier | Museo Thyssen-Bornemisza                             | Madrid                | 658 (1981.24)   | 21,5 × 15,0              |
|           | Motiv von 1916, gezeichnet Anfang 1920er       | Gemischte Empfindungen                                                           | S-377      | Bleistift auf Rechenpapier | Privatsammlung                                       |                       |                 | 30,0 × 18,0              |
|           | Motiv von 1916, gezeichnet Anfang 1920er       | Gemischte Empfindungen                                                           | S-378      | Bleistift auf Papier       | Privatsammlung                                       |                       |                 | 18,5 × 24,0              |
|           | Motiv von 1916, gezeichnet Anfang 1920er       | Gemischte Empfindungen                                                           | S-379      | Bleistift auf Papier       | unbekannt                                            |                       |                 | 28,0 × 25,5              |
|           | Motiv von 1916, gezeichnet Anfang 1920er       | Gemischte Empfindungen                                                           | S-380      | Bleistift auf Papier       | C. Asher                                             | New York              |                 | 21,0 × 13,3              |
|           | Motiv von 1916, gezeichnet Anfang 1920er       | Gemischte Empfindungen                                                           | S-381      | Bleistift auf Papier       | Privatsammlung                                       |                       |                 | 18,0 × 14,3              |
|           | Motiv von 1916, gemalt etwa 1921–22            | Gemischte Empfindungen                                                           | S-382      | Öl auf Holz                | Privatsammlung                                       |                       |                 | 61,8 × 29,7              |
|           | Motiv von 1916, gezeichnet Anfang 1920er       | Gemischte Empfindungen                                                           | S-383      | Bleistift auf Papier       | Privatsammlung                                       |                       |                 | 11,0 × 11,4              |
|           | Motiv etwa 1916–17, gezeichnet Anfang 1920er   | Vertikaler Magnetismus                                                           | S-384      | Bleistift auf Papier       | unbekannt                                            |                       |                 | 21,5 × 15,5              |
|           | Motiv von 1916, gezeichnet etwa 1919–22        | Magnetismus mit dominanter Vertikale                                             | S-385      | Bleistift auf Papier       | unbekannt                                            |                       |                 | 12,0 × 17,0              |
|           | Motiv von 1916, gezeichnet Anfang 1920er       | Gemischte Empfindungen                                                           | S-386      | Bleistift auf Papier       | unbekannt                                            |                       |                 | 16,0 × 11,0              |
|           | Motiv von 1916, gezeichnet etwa 1919–22        | Komplexe Komposition                                                             | S-387      | Bleistift auf Papier       | unbekannt                                            |                       |                 | 22,2 × 16,2              |
|           | Motiv von 1916, gezeichnet 1919–22             | Gemischte Empfindungen                                                           | S-388      | Bleistift auf Papier       | unbekannt                                            |                       |                 | 28,0 × 26,0              |
|           | Motiv von 1915–16, gezeichnet Anfang 1920er    | Gemischte Empfindungen                                                           | S-389      | Bleistift auf Rechenpapier | Privatsammlung                                       |                       |                 | 15,0 × 20,5              |
|           | Motiv von 1916, gezeichnet etwa 1920–22        | Gemischte Empfindungen                                                           | S-390      | Bleistift auf Papier       | Privatsammlung                                       |                       |                 | 27,8 22,0                |
|           | Motiv von 1915–16, gezeichnet Anfang 1920er    | Gemischte Empfindungen                                                           | S-391      | Bleistift auf Papier       | Berlinische Galerie                                  | Berlin                | BG-G 495/77     | 21,0 × 12,5              |
|           | Motiv von 1916, gezeichnet Anfang 1920er       | Gemischte Empfindungen                                                           | S-392      | Bleistift auf Papier       | Berlinische Galerie                                  | Berlin                | BG-G 496/77     | 15,5 × 10,5              |
|           | Motiv von 1916, gezeichnet Anfang 1920er       | Gemischte Empfindungen                                                           | S-393      | Bleistift auf Papier       | unbekannt                                            |                       |                 | unbekannt                |
|           | Motiv von 1915–16, gezeichnet nach 1919        | Gemischte Empfindungen                                                           | S-394      | Bleistift auf Papier       | unbekannt                                            |                       |                 | 15,0 × 11,0              |
|           | Motiv von 1916, gezeichnet Anfang 1920er       | Gemischte Empfindungen                                                           | S-395      | Bleistift auf Papier       | Privatsammlung                                       |                       |                 | 27,8 × 21,5              |
|           | Motiv von 1916, gezeichnet Anfang 1920er       | Gemischte Empfindungen                                                           | S-396      | Bleistift auf Papier       | Privatsammlung                                       |                       |                 | 23,0 × 16,0              |
|           | Motiv von Herbst 1915–16, gezeichnet nach 1919 | Gemischte Empfindungen                                                           | S-397      | Bleistift auf Papier       | unbekannt                                            |                       |                 | 16,5 × 11,5              |
|           | Motiv von 1916, gezeichnet Anfang 1920er       | Gemischte Empfindungen                                                           | S-398      | Bleistift auf Papier       | Privatsammlung                                       |                       |                 | 18,0 × 11,0              |
|           | Motiv von 1916, gezeichnet Anfang 1920er       | Gemischte Empfindungen                                                           | S-399      | Bleistift auf Papier       | J. E. Berganus                                       | Hamburg               |                 | 20,0 × 15,5              |
|           | Motiv von 1916, gezeichnet Anfang 1920er       | Gemischte Empfindungen                                                           | S-400      | Bleistift auf Rechenpapier | Privatsammlung                                       |                       |                 | 21,0 × 14,5              |
|           | Motiv von 1916, gezeichnet Anfang 1920er       | Gemischte Empfindungen                                                           | S-401      | Bleistift auf Rechenpapier | unbekannt                                            |                       |                 | 21,5 × 15,0              |
|           | um 1920–21                                     | Gemischte Empfindungen                                                           | S-402      | Bleistift auf Rechenpapier | Privatsammlung                                       |                       |                 | 20,5 × 12,5              |
|           | Motiv von 1916, gezeichnet Anfang 1920er       | Gemischte Empfindungen                                                           | S-403      | Bleistift auf Papier       | Privatsammlung                                       |                       |                 | 12,5 × 16,5              |
|           | Motiv von 1916, gezeichnet Anfang 1920er       | Gemischte Empfindungen                                                           | S-404      | Bleistift auf Papier       | unbekannt (Lempertz, 28. Mai 2009, Lot 123a)         |                       |                 | 18 × 15                  |
|           | Motiv von 1916, gezeichnet um 1920–21          | Suprematistische Komposition                                                     | S-405      | Bleistift auf Papier       | Privatsammlung                                       |                       |                 | 21,0 × 18,3              |
|           | Motiv von 1916, gezeichnet Anfang 1920er       | Gemischte Empfindungen                                                           | S-406      | Bleistift auf Papier       | Privatsammlung                                       |                       |                 | 13,0 × 19,0              |
|           | Motiv von Herbst 1916, gezeichnet nach 1919    | Magnetismus in der Auflösung                                                     | S-407      | Bleistift auf Papier       | Privatsammlung                                       |                       |                 | 21,0 × 11,2              |
|           | Motiv von Herbst 1915–16, gezeichnet nach 1919 | Magnetismus in der Auflösung                                                     | S-408      | Bleistift auf Papier       | unbekannt                                            |                       |                 | 21,5 × 15,2              |
|           | Motiv von 1915–16, gezeichnet nach 1919        | Magnetismus in der Auflösung                                                     | S-409      | Bleistift auf Papier       | Privatsammlung                                       |                       |                 | 21,0 × 15,0              |
|           | Motiv von 1915–16, gezeichnet Anfang 1920er    | Gemischte Empfindungen                                                           | S-410      | Bleistift auf Papier       | Privatsammlung                                       |                       |                 | 25,0 × 20,5              |
|           | Motiv von 1916, gezeichnet Anfang 1920er       | Gemischte Empfindungen                                                           | S-411      | Bleistift auf Papier       | Privatsammlung                                       |                       |                 | 21,5 × 16,6              |
|           | Motiv um 1917, gezeichnet Anfang 1920er        | Gemischte Empfindungen                                                           | S-412      | Bleistift auf Papier       | Privatsammlung                                       |                       |                 | 20,0 × 36,0              |
|           | Motiv von 1916, später gezeichnet              | Magnetische Komposition                                                          | S-413      | Bleistift auf Papier       | Privatsammlung                                       |                       |                 | 19,5 × 12,0              |
|           | Motiv von 1916, später gezeichnet              | Magnetische Komposition                                                          | S-414      | Bleistift auf Papier       | Privatsammlung                                       |                       |                 | 17,2 × 12,0              |
|           | Motiv von 1915–16, gezeichnet Anfang 1920er    | Gemischte Empfindungen                                                           | S-415      | Bleistift auf Papier       | Privatsammlung                                       |                       |                 | 27,8 × 21,5              |
|           | Motiv von 1915–16, gezeichnet Anfang 1920er    | Gemischte Empfindungen                                                           | S-416      | Bleistift auf Papier       | Privatsammlung                                       |                       |                 | 27,8 × 21,8              |
|           | Motiv von 1916, gezeichnet Anfang 1920er       | Gemischte Empfindungen                                                           | S-417      | Bleistift auf Papier       | Galerie Kremer                                       | Gelsenkirchen         |                 | 18,5 × 11,0              |
|           | Motiv von 1916, gezeichnet Anfang 1920er       | Gemischte Empfindungen                                                           | S-418      | Bleistift auf Papier       | Privatsammlung                                       |                       |                 | 17,2 × 12,0              |
|           | Motiv von 1916, gezeichnet Anfang 1920er       | Gemischte Empfindungen                                                           | S-419      | Bleistift auf Papier       | Privatsammlung                                       |                       |                 | 17,5 × 12,0              |
|           | 1916                                           | Gemischte Empfindungen                                                           | S-420      | Öl auf Leinwand            | Museum der bildenden Künste                          | Jekaterinburg         | Ж-397           | 74,0 × 76,0              |

## Kosmischer Magnetismus (S-421 – S-439)
| Abbildung | Datierung                                | Titel                                                                                | Nakov 2002 | Technik                    | Sammlung                                             | Ort              | Inventar-Nummer | Format [cm] |
| --------- | ---------------------------------------- | ------------------------------------------------------------------------------------ | ---------- | -------------------------- | ---------------------------------------------------- | ---------------- | --------------- | ----------- |
|           | Sommer 1916                              | Supremus Nr. 56                                                                      | S-421      | Öl auf Leinwand            | Russisches Museum                                    | Sankt Petersburg | ЖБ-1421         | 80,5 × 71,0 |
|           | Sommer 1916                              | Supremus Nr. 56                                                                      | S-422      | Bleistift auf Rechenpapier | unbekannt                                            |                  |                 | 10,8 × 16,5 |
|           | Motiv von 1916, erstellt Dezember 1920   | Supremus Nr. 56 (in Kasimir Malewitsch: Suprematism. 34 risunka, 1920, S. 35)        | S-423      | Lithografie (1000 Ex.)     | verschiedene                                         |                  |                 | 21,8 × 17,7 |
| recto     | Motiv von 1916, gezeichnet Anfang 1920er | Suprematistische Komposition 15 k (recto) / Studie zu Supremus Nr. 55 (verso)        | S-424      | Bleistift auf Papier       | Stedelijk Museum (Leihgabe der Stichting Khardzhiev) | Amsterdam        | 4.2001(038)     | 10,8 × 16,5 |
|           | Motiv von 1916, erstellt Dezember 1920   | Dynamischer Suprematismus (in Kasimir Malewitsch: Suprematism. 34 risunka, 1920)     | S-425      | Lithografie (1000 Ex.)     | verschiedene                                         |                  |                 | 21,8 × 17,7 |
|           | Motiv von 1916, gezeichnet Anfang 1920er | Suprematistische Komposition                                                         | S-426      | Bleistift auf Papier       | unbekannt                                            |                  |                 | 15,0 × 10,0 |
|           | 1916–17                                  | Komposition 13 f                                                                     | S-427      | Bleistift auf Papier       | Privatsammlung                                       |                  |                 | 17,8 × 11,0 |
|           | 1916                                     | Supremus Nr. 55                                                                      | S-428      | Öl auf Leinwand            | Regionales Kunstmuseum „F. A. Kowalenko“             | Krasnodar        | 358             | 80,0 × 80,0 |
|           | 1916                                     | Komposition 15 t                                                                     | S-429      | Bleistift auf Rechenpapier | Musée National d’Art Moderne                         | Paris            | AM 1998-171     | 17 × 10,8   |
|           | 1916                                     | Supremus Nr. 55                                                                      | S-430      | Bleistift auf Rechenpapier | Museum Ludwig                                        | Köln             | ML/Z 2011/060   | 16,8 × 10,6 |
|           | 1915                                     | Fläche in der Projektion                                                             | S-431      | Bleistift auf Rechenpapier | Annely Juda Fine Art                                 | London           |                 |             |
|           | 1916                                     | Komposition 10 r                                                                     | S-432      | Bleistift auf Papier       | Privatsammlung                                       |                  |                 | 11,3 × 17,4 |
|           | Motiv von 1916, erstellt Dezember 1920   | Kosmische Komposition (aus Kasimir Malewitsch: Suprematism. 34 risunka, 1920, S. 23) | S-433      | Lithografie (1000 Ex.)     | verschiedene                                         |                  |                 | 21,8 × 17,7 |
|           | 1916                                     | Supremus Nr. 57                                                                      | S-434      | Öl auf Leinwand            | Tate Britain                                         | London           | T-2319          | 80,0 × 80,0 |
|           | 1916                                     | Supremus Nr. 57                                                                      | S-435      | Bleistift auf Rechenpapier | unbekannt                                            |                  |                 | 11,1 × 16,2 |
|           | Motiv von 1916, später gezeichnet        | Suprematistische Komposition                                                         | S-436      | Bleistift auf Papier       | unbekannt                                            |                  |                 | 17,0 × 16,0 |
|           | Motiv von 1916–17, gezeichnet 1927       | Supremus Nr. 57                                                                      | S-437      | Bleistift auf Papier       | unbekannt (zerstört?)                                |                  |                 | 34,2 33,8   |
|           | 1916                                     | Supremus Nr. 58 / Gelb und Schwarz                                                   | S-438      | Öl auf Leinwand            | Russisches Museum                                    | Sankt Petersburg | ЖБ-1687         | 79,5 × 70,5 |
|           | Motiv von 1916, gezeichnet Anfang 1920er | Supremus Nr. 58                                                                      | S-439      | Bleistift auf Papier       | Stedelijk Museum (Leihgabe der Stichting Khardzhiev) | Amsterdam        | 4.2001(040)     | 10,6 × 15,5 |

## Flächen in sphärischer Projektion (S-440 – S-476)
| Abbildung | Datierung                                   | Titel | Nakov 2002 | Technik                     | Sammlung                                             | Ort       | Inventar-Nummer | Format [cm]      |
| --------- | ------------------------------------------- | --- | ---------- | --------------------------- | ---------------------------------------------------- | --------- | --------------- | ---------------- |
|           | 1916–17                                     | Komposition 3 f | S-440      | Bleistift auf Rechenpapier  | unbekannt                                            |           |                 | 10,6 × 9,4       |
|           | 1916–17                                     | Komposition 9 f | S-441      | Bleistift auf Papier        | unbekannt                                            |           |                 | 10,6 × 16,7      |
|           | 1916–17                                     | Flächen in sphärischer Projektion                                                                                   | S-442      | Bleistift auf Papier        | Privatsammlung                                       |           |                 | 10,5 × 16,5      |
|           | 1917                                        | Rotation und Auflösung von Kreisen                                                                                  | S-443      | Bleistift auf Rechenpapier  | Privatsammlung                                       |           |                 | 10,5 × 16,5      |
|           | 1916–17                                     | Fläche in der Rotation und Sphäre                                                                                   | S-444      | Bleistift auf Papier        | unbekannt                                            |           |                 | 11,0 × 16,0      |
|           | 1917                                        | Sphärische Entwicklung der Fläche                                                                                   | S-445      | Öl auf Leinwand             | Kawamura DIC Museum                                  | Sakura    |                 | 65,6 × 48,2      |
|           | 1917                                        | Sphärische Entwicklung der Fläche                                                                                   | S-446      | Bleistift auf Papier        | Privatsammlung                                       |           |                 | 14,0 × 21,5      |
|           | Herbst 1917–18                              | Sphärische Entwicklung der Fläche                                                                                   | S-447      | Öl auf Leinwand             | Privatsammlung                                       |           |                 | 96,5 × 74,5      |
|           | 1917–18                                     | Komposition 7 m | S-448      | Bleistift auf Papier        | Privatsammlung                                       |           |                 | 18,0 × 11,5      |
|           | 1917–18                                     | Sphärische Entwicklung der Fläche                                                                                   | S-449      | Bleistift auf Papier        | Stedelijk Museum (Leihgabe der Stichting Khardzhiev) | Amsterdam | 4.2001(050)     | 15,8 × 12,1      |
|           | 1917–18                                     | Sphärische Entwicklung der Fläche                                                                                   | S-450      | Bleistift auf Papier        | unbekannt                                            |           |                 | 11,3 × 11,0      |
|           | Motiv von 1917–18, gezeichnet 1920er        | Fläche in sphärischer Projektion, rotierender Magnetismus                                                           | S-451      | Bleistift auf Papier        | Privatsammlung                                       |           |                 | 17,8 × 11,0      |
|           | 1917–18                                     | Fläche n sphärischer Projektion                                                                                     | S-452      | Bleistift auf Papier        | unbekannt                                            |           |                 | 11,1 × 8,6       |
|           | 1917                                        | Fläche in sphärischer Projektion                                                                                    | S-453      | Bleistift auf Rechenpapier  | unbekannt                                            |           |                 | 10,6 × 16,5      |
|           | 1917                                        | Komposition 2 f | S-454      | Bleistift auf Papier        | Privatsammlung                                       |           |                 | 11,2 × 16,8      |
|           | 1917                                        | Komposition 18 f (recto) / zwei Kompositionen (verso)                                                               | S-455      | Bleistift auf Rechenpapier  | unbekannt                                            |           |                 | 10,7 × 16,5      |
|           | 1917                                        | Komposition 17 f | S-456      | Bleistift auf Rechenpapier  | unbekannt                                            |           |                 | 16,5 × 11,0      |
|           | 1918                                        | Fläche in sphärischer Projektion                                                                                    | S-457      | Bleistift auf Rechenpapier  | unbekannt                                            |           |                 | 17,5 × 13,3      |
|           | 1918                                        | Fläche in sphärischer Projektion                                                                                    | S-458      | Öl auf Leinwand             | unbekannt (zerstört?)                                |           |                 | etwa 80,0 × 80,0 |
|           | 1918                                        | Komposition 9 a | S-459      | Bleistift auf Papier        | Privatsammlung                                       |           |                 | 18,0 × 11,3      |
|           | Motiv von 1916–17, gezeichnet Anfang 1920er | Komplexe Komposition mit Flächen in sphärischer Projektion                                                          | S-460      | Bleistift auf Papier        | Staatsgalerie Stuttgart                              | Stuttgart |                 | 21,2 × 13,8      |
|           | Motiv von 1916–18, gezeichnet Anfang 1920er | Komplexe Komposition mit Flächen in sphärischer Projektion                                                          | S-461      | Bleistift auf Papier        | unbekannt                                            |           |                 | 15,0 × 11,0      |
|           | Motiv von 1916–17, später gezeichnet        | Komplexe Komposition mit Flächen in sphärischer Projektion                                                          | S-462      | Bleistift auf Papier        | Privatsammlung                                       |           |                 | 21,2 × 13,8      |
|           | Motiv von 1916–18, gezeichnet Anfang 1920er | Komplexe Komposition mit Flächen in sphärischer Projektion                                                          | S-463      | Bleistift auf Papier        | unbekannt                                            |           |                 | 27,0 × 25,0      |
|           | Motiv von 1917–18, gezeichnet 1920 (?)      | Komposition 5 a | S-464      | Bleistift auf Papier        | Privatsammlung                                       |           |                 | 18,2 11,5        |
|           | Motiv von 1917–18, erstellt Dezember 1920   | Kosmische Komposition mit Flächen in sphärischer Projektion (in: Kasimir Malewitsch, Suprematism. 34 risunka, 1920) | S-465      | Lithografie (1000 Ex.)      | verschiedene                                         |           |                 | 21,8 × 17,7      |
|           | Motiv von 1917–18, gezeichnet Herbst 1918   | Komposition 15 q; Supremus Nr. 118 (Fläche in sphärischer Projektion)                                               | S-466      | Braune Tinte auf Papier     | Stedelijk Museum (Leihgabe der Stichting Khardzhiev) | Amsterdam | 4.2001(106)     | 19,0 × 13,5      |
|           | Motiv von 1917–18, gezeichnet 1920          | Supremus Nr. 118 (Fläche in sphärischer Projektion)                                                                 | S-467      | Lithografiestift auf Papier | Stedelijk Museum (Leihgabe der Stichting Khardzhiev) | Amsterdam |                 | 32,5 × 24,5      |
|           | Motiv von 1917–18, erstellt Dezember 1920   | Supremus Nr. 118 (Fläche in sphärischer Projektion) [in: Kasimir Malewitsch, Suprematism. 34 risunka, 1920]         | S-468      | Lithografie (1000 Ex.)      | verschiedene                                         |           |                 | 21,8 × 17,7      |
|           | Motiv von 1917–18, gezeichnet 1927          | Bewegung und Widerstand (Supremus Nr. 118)                                                                          | S-469      | Bleistift auf Papier        | KK, B                                                |           | 1969.51.17      | 26,5 × 20,5      |
|           | Motiv von 1920, später gezeichnet (1927 ?)  | Architektonisch-kosmische Komposition                                                                               | S-470      | Bleistift auf Papier        | Stedelijk Museum                                     | Amsterdam | A 7697          | 52,5 × 34,5      |
|           | Motiv von 1916–17, später gezeichnet        | Komposition mit Flächen in sphärischer Projektion                                                                   | S-471      | Bleistift auf Papier        | Louisiana Museum                                     | Humlebæk  |                 | 19,5 × 13,5      |
|           | Motiv von 1916–18, später gezeichnet        | Komposition mit Flächen in sphärischer Projektion in einem Zustand der Auflösung                                    | S-472      | Bleistift auf Papier        | Art Gallery of New South Wales                       | Sydney    | 202.2000        | 16,0 × 12,5      |
|           | Motiv von 1916–17, gezeichnet 1920er        | Komposition mit Flächen in sphärischer Projektion                                                                   | S-473      | Bleistift auf Papier        | unbekannt                                            |           |                 | 23,0 × 18,0      |
|           | Motiv von 1916–17, gezeichnet Anfang 1920er | Komposition mit Flächen in sphärischer Projektion                                                                   | S-474      | Bleistift auf Papier        | Privatsammlung                                       |           |                 | 17,2 × 10,5      |
|           | Motiv von 1917, später gezeichnet           | Komposition mit Flächen in sphärischer Projektion                                                                   | S-475      | Bleistift auf Papier        | Privatsammlung                                       |           |                 | 21,0 × 13,5      |
|           | Motiv von 1916–17, gezeichnet 1920er        | Komplexe Kompositionen mit Flächen in sphärischer Projektion                                                        | S-476      | Bleistift auf Papier        | Privatsammlung                                       |           |                 | 27,8 × 21,8      |

## Flächen in Auflösung und weißer Suprematismus (S-477 – S-519)
| Abbildung | Datierung                              | Titel | Nakov 2002          | Technik                                                                                 | Sammlung                                             | Ort       | Inventar-Nummer      | Format [cm]               |
| --------- | -------------------------------------- | --- | ------------------- | --------------------------------------------------------------------------------------- | ---------------------------------------------------- | --------- | -------------------- | ------------------------- |
|           | Frühling–Sommer 1918                   | Weißes Quadrat | S-477               | Öl auf Leinwand                                                                         | Museum of Modern Art                                 | New York  | 817.1935             | 78,7 × 78,7               |
|           | Motiv von 1918, gemalt Mai 1920        | Weißes Quadrat (in UNOWIS-Almanach 1, 1920, S. 4)                                                                        | S-478               | Gouache und Bleistift auf Papier (< 5 Ex.)                                              | Privatsammlung                                       |           |                      | 35,7 × 22,5               |
|           | 1917–18                                | Gelbe Fläche in Auflösung                                                                                                | S-479               | Öl auf Leinwand                                                                         | Stedelijk Museum                                     | Amsterdam | A 7670               | 106,0 × 70,5              |
|           | 1917–18                                | Komposition 8 m (recto) / Kosmische Konstruktion (verso)                                                                 | S-480               | Bleistift auf Rechenpapier                                                              | Privatsammlung                                       |           |                      | 8,5 × 7,0                 |
|           | 1917                                   | Kompositionen 22 f (recto) / Zwei Kompositionen (verso)                                                                  | S-481               | Bleistift auf Rechenpapier                                                              | Stedelijk Museum (Leihgabe der Stichting Khardzhiev) | Amsterdam |                      | 17,3 × 20,7               |
|           | 1917–18                                | Kompositionen 1 m (recto) / Kompositionen (verso)                                                                        | S-482               | Bleistift auf Rechenpapier                                                              | unbekannt                                            |           |                      | 17,2 × 20,7               |
|           | 1917–18                                | Flächen in Auflösung | S-483               | Schwarzer Stift auf Rechenpapier                                                        | Stedelijk Museum (Leihgabe der Stichting Khardzhiev) | Amsterdam |                      | 17,3 × 20,7               |
|           | 1917–18                                | Flächen in Auflösung | S-484               | Schwarzer, roter und blauer Stift auf Rechenpapier                                      | Stedelijk Museum (Leihgabe der Stichting Khardzhiev) | Amsterdam |                      | 17,3 × 20,7               |
|           | 1917–18                                | Flächen in Auflösung (recto) / Flächen in Auflösung (verso)                                                              | S-485               | Bleistift auf Rechenpapier (recto) / Schwarzer und roter Stift auf Rechenpapier (verso) | Stedelijk Museum (Leihgabe der Stichting Khardzhiev) | Amsterdam |                      | 17,3 × 20,7               |
|           | 1917–18                                | Flächen in Auflösung (recto) / Flächen in Auflösung (verso)                                                              | S-486               | Bleistift auf Rechenpapier                                                              | Stedelijk Museum (Leihgabe der Stichting Khardzhiev) | Amsterdam |                      | 17,3 × 20,7               |
|           | 1917–18                                | Flächen in Auflösung / Zwei Figuren                                                                                      | S-487               | Bleistift auf Rechenpapier                                                              | Stedelijk Museum (Leihgabe der Stichting Khardzhiev) | Amsterdam |                      | 17,3 × 20,7               |
|           | 1917–18                                | Komposition 3 m (recto) / Zwei Kompositionen (verso)                                                                     | S-488               | Bleistift auf Rechenpapier                                                              | Stedelijk Museum (Leihgabe der Stichting Khardzhiev) | Amsterdam |                      | 17,2 × 20,7               |
|           | 1918                                   | Flächen in Auflösung | S-489               | Bleistift auf Rechenpapier                                                              | Privatsammlung                                       |           |                      | 5,5 × 15,0                |
|           | 1917                                   | Fläche in Auflösung | S-490               | Öl auf Leinwand                                                                         | Privatsammlung                                       |           |                      | 133,0 × 78,0              |
|           | Motiv von 1917, gezeichnet 1927        | Fläche in Auflösung (für Malewitsch, Die Welt als Ungegenständlichkeit, 1927, Tafel 80, S. 84)                           | S-491               | Bleistift auf Papier                                                                    | Kunstmuseum, Kupferstichkabinett                     | Basel     | 1969.51.14           | 20,9 × 16,4               |
|           | 1918                                   | Weiße Flächen in Auflösung                                                                                               | S-492               | Öl auf Leinwand                                                                         | Stedelijk Museum                                     | Amsterdam | A 7666               | 97,0 × 70,0               |
|           | 1917–18 / 1920er                       | Komposition 6 m (recto) / Suprematistische Komposition (verso)                                                           | S-493               | Bleistift auf Rechenpapier                                                              | Museum Ludwig                                        | Köln      | Dep. Slg. L. 1979/30 | 17,3 × 20,7               |
|           | Motiv von 1917, gezeichnet 1927        | Empfindung der mythischen Welle des Universums (für Malewitsch, Die Welt als Ungegenständlichkeit 1927, Tafel 87, S. 93) | S-494               | Bleistift auf Papier                                                                    | Kunstmuseum, Kupferstichkabinett                     | Basel     | 1969.51.20           | 26,5 × 20,5               |
|           | 1917–18                                | Weißes Kreuz sich aus der Fläche erhebend / Person mit Hut                                                               | S-495               | Bleistift auf Rechenpapier                                                              | Stedelijk Museum (Leihgabe der Stichting Khardzhiev) | Amsterdam | 4.2001(140)          | 9,5 × 7,7                 |
|           | 1918                                   | Flächen in Auflösung | S-496               | Bleistift auf Rechenpapier                                                              | unbekannt                                            |           |                      | 17,2 × 20,7               |
|           | 1918                                   | Flächen in Auflösung | S-497 recto / verso | Bleistift auf Rechenpapier                                                              | Privatsammlung                                       |           |                      | 17,2 × 20,7               |
|           | 1917–18                                | Komposition 2 m | S-498 recto / verso | Bleistift auf Rechenpapier                                                              | Privatsammlung                                       | Kanada    |                      | 17,2 × 20,7               |
|           | 1917–18                                | Flächen in Auflösung | S-499               | Schwarzer und blauer Stift auf Rechenpapier                                             | Stedelijk Museum (Leihgabe der Stichting Khardzhiev) | Amsterdam |                      | 17,3 × 20,7               |
|           | 1917–18                                | Flächen in Auflösung / Komposition mit schwarzem Quadrat                                                                 | S-500               | Bleistift auf Rechenpapier / Schwarzer und roter Stift auf Rechenpapier                 | Stedelijk Museum (Leihgabe der Stichting Khardzhiev) | Amsterdam |                      | 17,3 × 20,7               |
|           | 1918                                   | Konstruktion in Auflösung                                                                                                | S-501               | Öl auf Leinwand                                                                         | Stedelijk Museum                                     | Amsterdam | A 7665               | 97,0 × 70,0               |
|           | Motiv von 1918, gezeichnet 1920        | Komposition 10 a | S-502               | Bleistift auf Papier                                                                    | Privatsammlung                                       |           |                      | 18,0 × 11,5               |
|           | Motiv von 1918, erstellt Dezember 1918 | Konstruktion in Auflösung (in Kasimir Malewitsch: Suprematism. 34 risunka, 1920, S. 22)                                  | S-503               | Lithografie                                                                             | verschiedene                                         |           |                      | 21,8 × 17,7               |
|           | Motiv von 1918, erstellt Dezember 1918 | Supremus Nr. 78 (in Kasimir Malewitsch: Suprematism. 34 risunka, 1920)                                                   | S-504               | Lithografie                                                                             | verschiedene                                         |           |                      | 27,6 × 20,2 (aufgefaltet) |
|           | Motiv von 1918, gezeichnet 1927        | Supremus Nr. 78 | S-505               | Bleistift auf Papier                                                                    | Stedelijk Museum                                     | Amsterdam | A 7690               | 32,5 × 24,5               |
|           | Motiv von 1918, gezeichnet 1927        | Supremus Nr. 78 (für Malewitsch, Die Welt als Ungegenständlichkeit, 1927, Tafel 79, S. 83)                               | S-506               | Bleistift auf Papier                                                                    | Kunstmuseum, Kupferstichkabinett                     | Basel     | 1969.51.13           | 26,5 × 20,5               |
|           | 1917–18                                | Flächen in Auflösung, sphärische Projektionen                                                                            | S-507               | Bleistift auf Papier                                                                    | Privatsammlung                                       |           |                      | 20,0 × 16,5               |
|           | 1917–18                                | Komposition mit Flächen in Auflösung                                                                                     | S-508               | Bleistift auf Papier                                                                    | Privatsammlung                                       |           |                      | 20,0 × 16,5               |
|           | 1917–18                                | Flächen in Auflösung | S-509               | Bleistift auf Papier                                                                    | Privatsammlung                                       |           |                      | 20,0 × 16,5               |
|           | 1917–18                                | Komposition 11 a | S-510               | Bleistift auf Papier                                                                    | Privatsammlung                                       |           |                      | 20,5 × 11,3               |
|           | 1917–18                                | Kosmische Komposition mit Flächen in Auflösung                                                                           | S-511               | Bleistift auf Rechenpapier                                                              | Privatsammlung                                       |           |                      | 20,6 × 31,2               |
|           | 1917–18                                | Kosmische Komposition mit Flächen in Auflösung                                                                           | S-512               | Bleistift auf Papier                                                                    | Privatsammlung                                       |           |                      | 20,0 × 16,5               |
|           | Motiv von 1916–17, gezeichnet 1918     | Kosmische Komposition mit Flächen in Auflösung                                                                           | S-513               | Bleistift auf Papier                                                                    | Privatsammlung                                       |           |                      | 20,0 × 16,5               |
|           | Motiv von 1916, gezeichnet 1918        | Planetarische Komposition                                                                                                | S-514               | Bleistift auf Papier                                                                    | unbekannt (Sotheby’s, 13. Dezember 2007, Lot 136)    |           |                      | 17,0 × 12,0               |
|           | 1917                                   | Komposition 13 a | S-515               | Bleistift auf Papier                                                                    | Privatsammlung                                       |           |                      | 18,4 × 11,0               |
|           | 1917–18                                | Komposition 1 a | S-516               | Bleistift auf Papier                                                                    | Privatsammlung                                       |           |                      | 17,9 × 11,2               |
|           | 1917–18                                | Komposition 11 f | S-517               | Bleistift auf Papier                                                                    | Privatsammlung                                       |           |                      | 17,8 × 11,3               |
|           | 1917–18                                | Flächen in sphärischer Projektion                                                                                        | S-518               | Bleistift auf Papier                                                                    | Stedelijk Museum (Leihgabe der Stichting Khardzhiev) | Amsterdam |                      | 17,3 × 20,7               |
|           | 1917–18                                | Flächen in Auflösung | S-519               | Bleistift auf Papier                                                                    | Privatsammlung                                       |           |                      | 22,0 × 17,2               |

## Weißer Suprematismus und Kosmische Visionen (S-520 – S-555)
| Abbildung | Datierung                                          | Titel | Nakov 2002 | Technik                    | Sammlung              | Ort              | Inventar-Nummer | Format [cm]             |
| --------- | -------------------------------------------------- | --- | ---------- | -------------------------- | --------------------- | ---------------- | --------------- | ----------------------- |
|           | 1917                                               | Planetarische Komposition mit Flächen in sphärischer Entwicklung                                                               | S-520      | Bleistift auf Papier       | unbekannt             |                  |                 | 18,0 × 11,5             |
|           | 1917                                               | Planetarische Komposition mit Flächen in sphärischer Entwicklung                                                               | S-520 bis  | Bleistift auf Papier       | Museum Ludwig         | Köln             | ML/Z 2011/042   | 22,0 × 10,5             |
|           | 1917–18                                            | Weißer Suprematismus mit Flächen in Evolution                                                                                  | S-521      | Öl auf Leinwand            | unbekannt (zerstört?) |                  |                 | ca. 80 × 80             |
|           | 1917                                               | Komposition 15 f | S-522      | Bleistift auf Papier       | Privatsammlung        |                  |                 | 11,0 × 11,0             |
|           | Motiv von 1917, erstellt Dezember 1920             | Planetarische Komposition mit Flächen in sphärischer Entwicklung (in Kasimir Malewitsch: Suprematism. 34 risunka, 1920, S. 16) | S-523      | Lithografie                | verschiedene          |                  |                 | 21,8 × 17,7             |
|           | Motiv von 1917–18, gezeichnet 1920                 | Weißer Suprematismus mit Flächen in sphärischer Entwicklung                                                                    | S-524      | Bleistift auf Papier       | Privatsammlung        |                  |                 | 18,5 × 11,5             |
|           | 1917                                               | Planetarische Konstruktion | S-525      | Öl auf Leinwand            | Museum of Modern Art  | New York         | 819.1935        | 96,5 × 65,4             |
|           | Motiv von 1917, gezeichnet 1920                    | Komposition 15 m | S-526      | Bleistift auf Papier       | Privatsammlung        |                  |                 | 16,6 × 11,5             |
|           | Motiv von 1917, gedruckt Dezember 1920             | Planetarische Komposition (in Kasimir Malewitsch: Suprematism. 34 risunka, 1920, S. 30)                                        | S-527      | Lithografie                | verschiedene          |                  |                 | 21,8 × 17,7             |
|           | Motiv von 1916–17, gezeichnet 1920 (?)             | Komposition 6 f | S-528      | Bleistift auf Papier       | Privatsammlung        |                  |                 | 11,0 × 8,7              |
|           | 1917–18                                            | Komposition 9 m | S-529      | Bleistift auf Papier       | Privatsammlung        |                  |                 | 17,7 × 11,0             |
|           | 1917–18                                            | Planetarische Komposition | S-530      | Bleistift auf Papier       | unbekannt             |                  |                 | 15,0 × 11,0             |
|           | 1917–18                                            | Komposition 16 m | S-531      | Bleistift auf Papier       | Privatsammlung        |                  |                 | 18,0 × 11,3             |
|           | 1917–18                                            | Komposition 16 m | S-532      | Bleistift auf Papier       | Privatsammlung        |                  |                 | 18,0 × 11,3             |
|           | 1917–18                                            | Komposition 12 m | S-533      | Bleistift auf Papier       | Kunstmuseum           | Bochum           | 2063            | 18,2 × 11,3             |
|           | 1916–17                                            | Kosmische Vision | S-534      | Bleistift auf Papier       | Privatsammlung        | Sankt Petersburg |                 | 8,5 × 8,7 (Komposition) |
|           | Motiv von 1916–17, gezeichnet 1920                 | Kosmische Vision | S-535      | Bleistift auf Papier       | unbekannt             |                  |                 | 18,2 × 11,4             |
|           | Motiv von 1916–17, gedruckt Dezember 1920          | Kosmische Vision (in Kasimir Malewitsch: Suprematism. 34 risunka, 1920, S. 31)                                                 | S-536      | Lithografie (1000 Ex.)     | verschiedene          |                  |                 | 21,8 × 17,7             |
|           | 1916–17                                            | Komposition 4 a | S-537      | Bleistift auf Papier       | Privatsammlung        |                  |                 | 23,3 × 17,9             |
|           | 1917–18                                            | Magnetische Planetarische Komposition                                                                                          | S-538      | Bleistift auf Papier       | Privatsammlung        |                  |                 | 20,0 × 16,5             |
|           | 1917–18                                            | Komposition mit Flächen in Auflösung                                                                                           | S-539      | Bleistift auf Papier       | unbekannt             |                  |                 | 29,6 × 21,1             |
|           | Motiv von 1916 und 1917–18, später gezeichnet      | Komposition 12 a | S-540      | Buntstift auf Papier       | Privatsammlung        |                  |                 | 11,0 × 8,6              |
|           | 1918                                               | Weißer Suprematismus | S-541      | Bleistift auf Papier       | Privatsammlung        |                  |                 | 27,6 × 21,8             |
|           | 1918                                               | Komposition mit Flächen in Auflösung und magnetischen Elementen                                                                | S-542      | Bleistift auf Papier       | Privatsammlung        |                  |                 | 20,0 × 16,5             |
|           | 1918                                               | Magnetische Komposition mit Flächen in Auflösung                                                                               | S-543      | Bleistift auf Papier       | Privatsammlung        |                  |                 | 29,5 × 20,8             |
|           | Motiv von 1917, gezeichnet 1920er                  | Komposition mit Flächen in Auflösung                                                                                           | S-544      | Bleistift auf Rechenpapier | Privatsammlung        |                  |                 | 13,0 × 12,0             |
|           | Motiv von 1917, gezeichnet ca. 1919–21             | Kosmisch-magnetische Komposition                                                                                               | S-545      | Bleistift auf Papier       | Privatsammlung        |                  |                 | 16,6 × 17,5             |
|           | Motiv von 1916–17, gezeichnet 1918                 | Komposition in sphärischer Evolution und Flächen in Auflösung                                                                  | S-546      | Bleistift auf Papier       | Privatsammlung        |                  |                 | 16,5 × 20,0             |
|           | 1917–18                                            | Planetarische Komposition in sphärischer Projektion                                                                            | S-547      | Bleistift auf Papier       | Privatsammlung        |                  |                 | 20,0 × 16,5             |
|           | Motiv von 1916–17, gezeichnet 1917–18              | Magnetische Komposition mit Flächen in Auflösung                                                                               | S-548      | Bleistift auf Papier       | Privatsammlung        |                  |                 | 16,5 × 20,0             |
|           | 1918                                               | Planetarische Komposition mit Flächen in Auflösung                                                                             | S-549      | Bleistift auf Papier       | Privatsammlung        |                  |                 | 20,0 × 16,5             |
|           | 1918                                               | Weißes Quadrat und Flächen in Auflösung                                                                                        | S-550      | Bleistift auf Papier       | Privatsammlung        |                  |                 | 20,0 × 16,5             |
|           | 1917–18                                            | Elektromagnetische Empfindung                                                                                                  | S-551      | Bleistift auf Papier       | Privatsammlung        |                  |                 | 20,0 × 16,5             |
|           | 1917–18                                            | Planetarische Komposition | S-552      | Bleistift auf Papier       | Privatsammlung        | Düsseldorf       |                 | 17,0 × 13,0             |
|           | Motiv von 1917–18, später gezeichnet               | Planetarische Konstruktionen                                                                                                   | S-553      | Bleistift auf Papier       | Privatsammlung        |                  |                 | 21,0 × 27,5             |
|           | Motiv von 1916–17, gezeichnet nach 1919            | Komposition mit Flächen in Auflösung                                                                                           | S-554      | Bleistift auf Papier       | Privatsammlung        |                  |                 | 12,0 × 21,5             |
|           | Motiv von 1916 und 1917–18, gezeichnet ca. 1919–22 | Magnetische Komposition mit Flächen in Auflösung                                                                               | S-555      | Bleistift auf Rechenpapier | Privatsammlung        |                  |                 | 17,0 × 12,5             |

## Dominanz des kreuzförmigen Elements (S-556 – S-589)
| Abbildung | Datierung                                                | Titel                                                                                            | Nakov 2002 | Technik                                                  | Sammlung                                             | Ort                   | Inventar-Nummer                                 | Format [cm]       |
| --------- | -------------------------------------------------------- | ------------------------------------------------------------------------------------------------ | ---------- | -------------------------------------------------------- | ---------------------------------------------------- | --------------------- | ----------------------------------------------- | ----------------- |
|           | Motiv von 1916, gemalt ca. 1920–21                       | Schwarz-rotes Kreuz im Flug                                                                      | S-556      | Öl auf Leinwand                                          | unbekannt                                            |                       |                                                 | 79,3 × 79,3       |
|           | Motiv von 1916, später gezeichnet                        | Komposition 3 j                                                                                  | S-557      | Bleistift auf Rechenpapier                               | Privatsammlung                                       |                       |                                                 | 16,2 × 11,2       |
|           | Motiv von 1919–20, gezeichnet etwa 1925–30 / Ende 1920er | Kreuz im Flug / Skizze dreier Personen                                                           | S-558      | Bleistift auf Papier                                     | Privatsammlung                                       |                       |                                                 | 15,1 × 11,4       |
|           | ca. 1920                                                 | Suprematistisches Kreuz                                                                          | S-559      | Öl auf Leinwand                                          | unbekannt (zerstört?)                                |                       |                                                 | etwa 60 × 50      |
|           | Motiv von 1915–16, gezeichnet etwa 1925–30               | Komposition mit kreuzförmigen Elementen                                                          | S-560      | Bleistift auf Papier                                     | Galerie Loeb                                         | Bern                  |                                                 | 25,5 × 19,7       |
|           | Motiv von 1916, gezeichnet 1920er                        | Komposition mit kreuzförmigen Elementen                                                          | S-561      | Bleistift auf Papier                                     | Privatsammlung                                       |                       |                                                 | 14,3 × 10,0       |
|           | Motiv von 1916, gezeichnet 1920er                        | Komposition mit kreuzförmigen Elementen                                                          | S-562      | Bleistift auf Papier                                     | The Newberger Museum                                 | New York              |                                                 | 17,3 × 12,0       |
|           | Motiv von 1916–17, gezeichnet nach 1919                  | Komplexe Komposition mit kreuzförmigen Elementen                                                 | S-563      | Bleistift auf Papier                                     | unbekannt (Lempertz, 4. Dezember 2002, Lot 872)      |                       |                                                 | 21,0 × 18,8       |
|           | 1920–21                                                  | Suprematistisch-hieratisches Kreuz                                                               | S-564      | Öl auf Leinwand                                          | Stedelijk Museum                                     | Amsterdam             | A 7662                                          | 84,0 × 69,5       |
|           | 1920–21                                                  | Suprematistisches weißes Kreuz                                                                   | S-565      | Öl auf Leinwand                                          | Stedelijk Museum                                     | Amsterdam             | A 7667                                          | 88,0 × 68,5       |
|           | Motiv von 1916, gemalt ca. 1920–26                       | Suprematistisches Kreuz                                                                          | S-566      | Öl auf Leinwand                                          | Stedelijk Museum                                     | Amsterdam             | A 7661                                          | 64,0 × 80,0       |
|           | Motiv von 1916 und 1919, gezeichnet 1920–26              | Komposition mit kreuzförmigen Elementen                                                          | S-567      | Bleistift auf Papier                                     | unbekannt (Sotheby’s, 13. Dezember 2007, Lot 135)    |                       |                                                 | 12,0 × 17,0       |
|           | 1919                                                     | Suprematismus des Geistes (Komposition 4 l)                                                      | S-568      | Bleistift auf Papier                                     | Stedelijk Museum (Leihgabe der Stichting Khardzhiev) | Amsterdam             | 4.2001(171)                                     | 15,3 × 12,0       |
|           | 1919                                                     | Suprematismus des Geistes (Komposition 5 l)                                                      | S-569      | Bleistift auf Papier                                     | Stedelijk Museum (Leihgabe der Stichting Khardzhiev) | Amsterdam             | 4.2001(170)                                     | 14,4 × 11,2       |
|           | 1919                                                     | Suprematismus des Geistes                                                                        | S-570      | Öl auf Holz                                              | Stedelijk Museum (Leihgabe der Stichting Khardzhiev) | Amsterdam             | 4.2001(001)                                     | 55,5 × 38,8       |
|           | Motiv von 1919, gemalt Mai 1920                          | Suprematismus des Geistes (in UNOWIS-Almanach 1, 1920, S. 17)                                    | S-571      | Gouache, Tusche und Bleistift auf Holzschnitt auf Papier | Privatsammlung                                       |                       |                                                 | 35,5 × 25,5       |
|           | Anfang 1920                                              | Suprematismus des Geistes                                                                        | S-571 bis  | Druckstock für Holzschnitt                               | Museum Ludwig                                        | Köln                  | ML 01334                                        | 16,2 × 17,0 × 2,0 |
|           | Motiv von 1919, gezeichnet 1927                          | Suprematismus des Geistes (für Malewitsch, Die Welt als Ungegenständlichkeit, 1927)              | S-572      | Bleistift auf Papier                                     | Kunstmuseum, Kupferstichkabinett                     | Basel                 | 1969.51.22                                      | 26,5 × 20,5       |
|           | Motiv von 1916 und 1919, gezeichnet 1920er               | Komplexe Komposition                                                                             | S-573      | Bleistift auf Papier                                     | G. Tyriard-Backx                                     | Antwerpen             |                                                 | 15,8 × 24,0       |
|           | Motiv von 1919, gezeichnet 1920er                        | Komposition mit zentralem Quadrat                                                                | S-574      | Bleistift auf Papier                                     | Wilhelm-Hack-Museum                                  | Ludwigshafen am Rhein |                                                 | 18,2 × 11,0       |
|           | Motiv von 1919–20, gezeichnet Mitte 1920er               | Architektonische Komposition                                                                     | S-575      | Bleistift auf Papier                                     | Privatsammlung                                       |                       |                                                 | 8,8 × 11,3        |
|           | Motiv von 1916, gezeichnet Dezember 1919                 | Architektonische Komposition magnetischen Typs (in KM 1919-j)                                    | S-576      | Braune und rote Tusche auf Papier                        | K. Gmurzynska                                        | Köln                  |                                                 | 22,6 × 18,0       |
|           | Motiv von 1916–17, 1919 wiederaufgenommen, gemalt 1929   | Magnetische Komposition                                                                          | S-577      | Öl auf Sperrholz                                         | Russisches Museum                                    | Sankt Petersburg      | Z 9490, Liste 1936, Nr. 79, temporäre Inv. 4386 | 71,1 × 44,8       |
|           | Motiv von 1916–17, gedruckt Dezember 1920                | Kreuzförmiger Magnetismus (in Kasimir Malewitsch: Suprematism. 34 risunka, 1920, S. 28)          | S-578      | Lithografie                                              | verschiedene                                         |                       |                                                 | 21,8 × 17,7       |
|           | Motiv von 1916–17, gezeichnet 1927                       | Empfindung einer mystischen Unklarheit (für Malewitsch, Die Welt als Ungegenständlichkeit, 1927) | S-579      | Bleistift auf Papier                                     | Kunstmuseum, Kupferstichkabinett                     | Basel                 | 1969.51.21                                      | 26,5 × 20,5       |
|           | Motiv von 1919–20, gezeichnet 1920er                     | Magnetische Komposition architektonischen Typs                                                   | S-580      | Bleistift auf Papier                                     | Privatsammlung                                       |                       |                                                 | 31,5 × 22,6       |
|           | Motiv von 1916, gedruckt 1920                            | Planetarische Konstruktion (in Kasimir Malewitsch: Suprematism. 34 risunka, 1920, S. 17)         | S-581      | Lithografie                                              | verschiedene                                         |                       |                                                 | 21,8 × 17,7       |
|           | Motiv von 1919–20, gezeichnet Mitte 1920er               | Komposition 1 d                                                                                  | S-582      | Bleistift auf Papier                                     | Privatsammlung                                       |                       |                                                 | 11,3 × 18,0       |
|           | Motiv von 1919–20, später gezeichnet                     | Komposition 2 e                                                                                  | S-583      | Wachsmalkreide auf Papier                                | Privatsammlung                                       |                       |                                                 | 15,8 × 11,0       |
|           | Motiv von 1916–17, entwickelt 1920–22, gezeichnet 1927   | Planetarische Konstruktion (magnetisches Kreuz)                                                  | S-584      | Bleistift auf Papier                                     | Stedelijk Museum                                     | Amsterdam             | A 7689                                          | 32,0 × 24,5       |
|           | Motiv von 1917, später gezeichnet                        | Suprematistisches Kreuz                                                                          | S-585      | Bleistift auf Papier                                     | unbekannt                                            |                       |                                                 | 19,0.× 15,7       |
|           | 1920er                                                   | Komposition 8 f                                                                                  | S-586      | Bleistift auf Papier                                     | Privatsammlung                                       |                       |                                                 | 10,3 × 9,8        |
|           | Motiv von 1916, gezeichnet Anfang 1920er                 | Komposition mit kreuzförmigen Elementen                                                          | S-587      | Bleistift auf Papier                                     | Kunsthalle Nürnberg                                  | Nürnberg              |                                                 | 15,5 × 10,0       |
|           | Motiv von 1915–16, gezeichnet Anfang 1920er              | Komposition mit grundlegenden Elementen                                                          | S-588      | Bleistift auf Papier                                     | Privatsammlung                                       |                       |                                                 | 29,5 × 20,8       |
|           | Anfang 1920er                                            | Komposition mit grundlegenden Elementen                                                          | S-589      | Bleistift auf Papier                                     | unbekannt                                            |                       |                                                 | 18,5 × 11,0       |

## Zusammengesetzte, eklektische Kompositionen (S-590 – S-621)
| Abbildung   | Datierung                                       | Titel | Nakov 2002 | Technik                         | Sammlung                                             | Ort          | Inventar-Nummer      | Format [cm]  |
| ----------- | ----------------------------------------------- | --- | ---------- | ------------------------------- | ---------------------------------------------------- | ------------ | -------------------- | ------------ |
|             | Motiv von 1916, gezeichnet 1920er               | Suprematistische Komposition                                                                                          | S-590      | Bleistift auf Papier            | unbekannt                                            |              |                      | etwa 18 × 12 |
|             | Moti von 1916, später gezeichnet                | Suprematistische Komposition                                                                                          | S-591      | Bleistift auf Papier            | Kunsthalle Nürnberg                                  | Nürnberg     |                      | 15,7 × 10,4  |
|             | Motiv von 1916, später gezeichnet               | Zusammengesetzte Kompositionen                                                                                        | S-592      | Bleistift auf Papier            | unbekannt                                            |              |                      | 19,9 × 32,0  |
|             | Motiv von 1916, später gezeichnet               | Magnetische Komposition                                                                                               | S-593      | Bleistift auf Papier            | unbekannt                                            |              |                      | 18,0 × 11,0  |
|             | Motiv von 1916–17, gezeichnet Anfang 1920er     | Magnetische Kompositionen                                                                                             | S-594      | Bleistift auf Papier            | unbekannt                                            |              |                      | 23,0 × 28,5  |
|             | Motiv von 1916–17, gezeichnet 1919–21           | Magnetische kosmische Kompositionen                                                                                   | S-595      | Bleistift auf Papier            | unbekannt                                            |              |                      | 26,6 × 12,0  |
|             | Motiv von 1916, gezeichnet Anfang 1920er        | Komplexe Konstruktion mit kreuzförmigen Elementen                                                                     | S-596      | Bleistift auf Papier            | Privatsammlung                                       |              |                      | 17,1 × 11,9  |
|             | 1920er                                          | Magnetische Komposition mit grundlegenden Elementen                                                                   | S-597      | Bleistift auf Papier            | unbekannt                                            |              |                      | 15,5 × 21,6  |
|             | Motiv von 1916, gezeichnet ca. 1919–20          | Komposition 9 e | S-598      | Bleistift auf Papier            | Privatsammlung                                       |              |                      | 17,6 × 11,0  |
|             | Motiv von 1915–16, gezeichnet ca. 1919–20       | Kosmische Komposition mit kreuzförmigen Elementen                                                                     | S-599      | Bleistift auf Papier            | Museum of Modern Art                                 | New York     | 921.1983             | 17,0 × 11,5  |
|             | 1916–17                                         | Kosmische Komposition                                                                                                 | S-600      | Bleistift auf Papier            | Privatsammlung                                       |              |                      | 11,2 16,4    |
|             | Motiv von 1916, gezeichnet Anfang 1920er        | Kosmische Komposition                                                                                                 | S-601      | Bleistift auf Rechenpapier      | unbekannt                                            |              |                      | 16,0 × 23,0  |
|             | Motiv von 1916, gezeichnet 1920er (1927 ?)      | Kosmische Komposition                                                                                                 | S-602      | Bleistift auf Papier auf Karton | Privatsammlung                                       | Schweiz      |                      | 27,0 × 30,2  |
|             | 1916                                            | Supremus Nr. 18 | S-603      | Bleistift auf Rechenpapier      | Stedelijk Museum (Leihgabe der Stichting Khardzhiev) | Amsterdam    | 4.2001(043)          | 10,5 × 15,9  |
|             | Motiv von 1916–17, gedruckt Dezember 1920       | Supremus Nr. 18 (in Kasimir Malewitsch: Suprematizm. 34 risunka, 1920, S. 34)                                         | S-604      | Lithografie                     | verschiedene                                         |              |                      | 21,8 × 17,7  |
|             | 1917                                            | Komposition 10 t (Konstruktiver Augenblick) (recto) / Skizze einer magnetischen suprematistischen Komposition (verso) | S-605      | Bleistift auf Papier            | Stedelijk Museum (Leihgabe der Stichting Khardzhiev) | Amsterdam    | 4.2001(044)          | 10,5 × 16,7  |
|             | Motiv von 1916–17, gezeichnet 1920er (vor 1927) | Supremus Nr. 52 | S-606      | Bleistift auf Papier            | Stedelijk Museum                                     | Amsterdam    | A 7691               | 69,0 × 49,0  |
|             | Motiv ca. 1916–17, später gezeichnet            | Komposition 1 e | S-607      | Bleistift auf Rechenpapier      | Museum Ludwig                                        | Köln         | Dep. Slg. L. 1979/29 | 17,2 × 20,7  |
|             | Motiv von 1915–17, gezeichnet Anfang 1920er     | Komposition 6 e | S-608      | Bleistift auf Rechenpapier      | Privatsammlung                                       |              |                      | 17,2 × 20,7  |
|             | ca. 1917                                        | Komposition 8 e | S-609      | Bleistift auf Rechenpapier      | Kunstmuseum                                          | Bochum       | 2066                 | 15,7 × 11,6  |
|             | 1916–17                                         | Komposition 7 e | S-610      | Bleistift auf Rechenpapier      | Privatsammlung                                       |              |                      | 17,2 × 20,5  |
|             | Motiv von 1917, gezeichnet Anfang 1920er        | Magnetische Komposition auf ovaler Fläche                                                                             | S-611      | Bleistift auf Papier            | Privatsammlung                                       |              |                      | 24,0 × 15,8  |
|             | Motiv von 1918–19, gemalt 1920–22               | Mystischer Suprematismus                                                                                              | S-612      | Öl auf Leinwand                 | Stedelijk Museum                                     | Amsterdam    | A 7669               | 72,5 51,0    |
|             | Motiv von 1918–19, gemalt 1920–22               | Mystischer Suprematismus                                                                                              | S-613      | Öl auf Leinwand                 | unbekannt                                            |              |                      | 100,5 × 60,0 |
|             | Motiv von 1918–19, gezeichnet Mitte 1920er      | Mysthischer Suprematismus                                                                                             | S-614      | Zeichenkohle auf Papier         | Privatsammlung                                       |              |                      | 17,0 × 19,2  |
|             | Motiv von 1919–20, gezeichnet ca. 1920–25       | Planetarisch-architektonischer Suprematismus                                                                          | S-615      | Bleistift auf Papier            | unbekannt                                            |              |                      | 15,7 × 9,2   |
|             | Motiv von 1919–20, gezeichnet ca. 1920–25       | Planetarisch-architektonischer Suprematismus                                                                          | S-616      | Bleistift auf Papier            | Stedelijk Museum                                     | Amsterdam    | A 7693               | 41,0 × 29,5  |
|             | Motiv von 1917, gezeichnet Mitte 1920er         | Architektonische Konstruktion                                                                                         | S-617      | Bleistift auf Papier            | Stedelijk Museum                                     | Amsterdam    | A 7694               | 46,0 × 29,5  |
|             | Motiv von 1917, später gezeichnet               | Architektonische Konstruktion                                                                                         | S-618      | Bleistift auf Papier            | Staatliches Museum für Zeitgenössische Kunst         | Thessaloniki |                      | 14,8 × 10,7  |
|             | Motiv von 1916, gezeichnet 1920er               | Supremus Nr. 51 | S-619      | Bleistift auf Papier            | Stedelijk Museum                                     | Amsterdam    | A 7692               | 69,5 × 54,0  |
| recto verso | Motiv von 1916, gezeichnet 1920                 | Supremus Nr. 79 (recto) / Skizze (verso)                                                                              | S-620      | Bleistift auf Papier            | Museum of Modern Art                                 | New York     | 251.1935a–b          | 35,3 × 51,5  |
|             | Motiv von 1916, gezeichnet ca. 1923             | Entwurf für eine suprematistische Brosche Supremus                                                                    | S-621      | Aquarell und Tusche auf Papier  | unbekannt                                            |              |                      | 8,5 × 7,5    |

## Angewandter Suprematismus (S-622 – S-658)
| Abbildung         | Datierung                                  | Titel | Nakov 2002            | Technik                                                  | Sammlung                                                                            | Ort              | Inventar-Nummer     | Format [cm]                                            |
| ----------------- | ------------------------------------------ | --- | --------------------- | -------------------------------------------------------- | ----------------------------------------------------------------------------------- | ---------------- | ------------------- | ------------------------------------------------------ |
|                   | 1918                                       | Entwurf für das Titelblatt des Programmhefts des Kongresses der Komitees gegen ländliche Armut                                                                                      | S-622                 | Bleistift auf Papier                                     | Stedelijk Museum (Leihgabe der Stichting Khardzhiev)                                | Amsterdam        | 4.2001(141)         | 11,1 × 9,2                                             |
|                   | 1918                                       | Entwurf für das Titelblatt des Programmhefts des Kongresses der Komitees gegen ländliche Armut                                                                                      | S-623                 | Bleistift auf Papier                                     | Stedelijk Museum (Leihgabe der Stichting Khardzhiev)                                | Amsterdam        | 4.2001(143)         | 10,4 × 8,3                                             |
| recto             | 1918                                       | Entwurf für das Titelblatt des Programmhefts des Kongresses der Komitees gegen ländliche Armut (recto) / Skizze einer suprematistischen Komposition (verso)                         | S-624                 | Bleistift auf Papier                                     | Stedelijk Museum (Leihgabe der Stichting Khardzhiev)                                | Amsterdam        | 4.2001(136)         | 12,8 × 9,2                                             |
|                   | 1918                                       | Entwurf für das Titelblatt des Programmhefts des Kongresses der Komitees gegen ländliche Armut                                                                                      | S-625                 | Aquarell und Bleistift auf Papier                        | Stedelijk Museum (Leihgabe der Stichting Khardzhiev)                                | Amsterdam        | 4.2001(045)         | 13,3 × 13,7                                            |
|                   | 1918                                       | Entwurf für das Titelblatt des Programmhefts des Kongresses der Komitees gegen ländliche Armut                                                                                      | S-626                 | Collage, Aquarell und Tusche auf Papier                  | Institut für russische Literatur (Puschkinhaus)                                     | Sankt Petersburg | 656-a               | 39,0 × 37,8                                            |
|                   | Herbst 1918                                | Vorderer und hinterer Umschlag des Programmhefts des Kongresses der Komitees gegen ländliche Armut                                                                                  | S-627                 | zweifarbige Lithografie (Auflage unbekannt)              | sechs Exemplare bekannt, u. a. Stedelijk Museum (Leihgabe der Stichting Khardzhiev) | Amsterdam        | 4.2001(082)         | 48,5 × 32,6                                            |
|                   | Motiv von 1918, ausgeführt 1923            | Tasse und Untertasse mit Motiv des Titelblattes des Programmhefts des Kongresses der Komitees gegen ländliche Armut                                                                 | S-627 bis             | Porzellan                                                | Russisches Museum                                                                   | Sankt Petersburg | Sf-26-a-b           | 9,0 × 6,5 × 6,8 (Tasse), Durchmesser 14,5 (Untertasse) |
|                   | 1918                                       | Entwurf für das Bühnenbild für den Kongress der Komitees gegen ländliche Armut | S-628                 | Aquarell, Gouache und Tusche auf Papier                  | Institut für russische Literatur (Puschkinhaus)                                     | Sankt Petersburg | 656-b               | 32,7 × 41,3                                            |
|                   | 1918                                       | Entwurf für den Umschlag für Die Internationale der Kunst | S-629                 | Collage auf Lithografie                                  | Stedelijk Museum (Leihgabe der Stichting Khardzhiev)                                | Amsterdam        | 4.2001(124)         | 25,8 × 20,0                                            |
|                   | 1920                                       | Entwurf für den Umschlag für Vortragsreihe von Nikolai Punin | S-630                 | Gouache, Tusche und Bleistift auf Karton                 | Stedelijk Museum (Leihgabe der Stichting Khardzhiev)                                | Amsterdam        | 4.2001(051)         | 22,5 × 14,3                                            |
|                   | 1920                                       | Vorderer und hinterer Umschlag für Vortragsreihe von Nikolai Punin | S-631                 | Zinkografie in drei Farben (3.000 Ex.)                   | verschiedene                                                                        |                  |                     | 21,6 × 14,0                                            |
|                   | Frühling 1920                              | monumentales suprematistisches Ornament (in UNOWIS-Almanach Nr. 1, 1920, S. 72) | S-632                 | Bleistift, Tusche und Gouache auf Papier (Auflage 5 Ex.) | verschiedene                                                                        |                  |                     | 35,7 × 25,5                                            |
|                   | Anfang 1920                                | Entwurf für ein Bühnenbild | S-633                 | Bleistift, Tusche und Aquarell auf Papier                | Privatsammlung                                                                      |                  |                     | 25,5 × 35,7                                            |
|                   | Anfang 1920                                | Entwurf für ein Bühnenbild (recto) / Entwurf für ein Bühnenbild ähnlich S-634 (verso)                                                                                               | S-633 bis             | Bleistift, Tusche und Aquarell auf papier                | Russisches Museum                                                                   | Sankt Petersburg | RS 977              | 24,8 × 33,8                                            |
|                   | Anfang 1920 (?)                            | Entwurf für ein Bühnenbild, erweiterte Version | S-633 ter             | Öl (?) auf Leinwand                                      | unbekannt (zerstört?)                                                               |                  |                     | unbekannt                                              |
|                   | Anfang 1920                                | Entwurf für ein Bühnenbild (in UNOWIS-Almanach Nr. 1, 1920, S. 70) | S-634                 | Bleistift und Gouache auf Papier (Auflage 5 Ex.)         | verschiedene                                                                        |                  |                     | 25,5 × 35,7                                            |
|                   | Anfang 1920                                | Entwurf für ein Bühnenbild (in UNOWIS-Almanach Nr. 1, 1920, S. 72) | S-635                 | rote und schwarze Tusche auf Papier (Auflage 5 Ex.)      | verschiedene                                                                        |                  |                     | 35,7 × 25,5                                            |
|                   | 1920 (?)                                   | Entwurf für ein Bühnenbild | S-635 bis             |                                                          | Russisches Museum                                                                   | Sankt Petersburg | RS-978              | 34 × 24,8                                              |
|                   | Februar 1920                               | Entwurf für ein Vorhang für die Konferenz für den Kampf gegen die Arbeitslosigkeit, Wizebsk                                                                                         | S-636                 | Gouache und Aquarell auf Karton                          | Privatsammlung                                                                      |                  |                     | 9,0 × 14,0                                             |
|                   | Februar 1920                               | Entwurf für die Dekoration der Gebäude für die Konferenz für den Kampf gegen die Arbeitslosigkeit, Wizebsk                                                                          | S-637                 | Gouache, Aquarell und Bleistift auf Radierung auf Papier | Privatsammlung                                                                      |                  |                     | 25,3 × 96,0                                            |
|                   | Februar 1920                               | Entwurf für ein Vorhang für die Konferenz für den Kampf gegen die Arbeitslosigkeit, Wizebsk                                                                                         | S-638                 | Gouache, Aquarell und Bleistift auf Papier               | Tretjakow-Galerie                                                                   | Moskau           | RS-1881             | 45,0 62,5                                              |
|                   | Motiv von 1919–20, später gezeichnet (?)   | Erster suprematistischer Stoff | S-639                 | Gouache und Tusche auf Stoff auf Karton                  | Russisches Museum                                                                   | Sankt Petersburg | RS-976              | 20,0 × 9,6 (Stoff), 33,8 × 24,0 (Karton)               |
|                   | 1920                                       | Prografacnik | S-640                 | Bleistift auf Papier                                     | Stedelijk Museum (Leihgabe der Stichting Khardzhiev)                                | Amsterdam        |                     | 10,6 × 16,8                                            |
|                   | April 1922                                 | Plakat für eine Konferenz | S-641                 | Linolschnitt auf Papier                                  | Russisches Museum                                                                   | Sankt Petersburg | S-gr-15934          | 27,7 × 18,1                                            |
|                   | April 1922                                 | Plakat für eine Konferenz | S-641 bis             | Linolschnitt auf Papier                                  | Russisches Museum                                                                   | Sankt Petersburg | S-gr-15933          | 27,9 × 18,1                                            |
|                   | April 1922 (?)                             | Plakat für eine Konferenz | S-641 ter             | Linolschnitt auf Papier                                  | Russisches Museum                                                                   | Sankt Petersburg | inv. f. 55, d.2.l.4 | etwa 28 × 18                                           |
|                   | Motiv von 1919–20, gezeichnet Mitte 1920er | Entwurf für ein Stoffmuster | S-642-a               | Aquarell auf Papier                                      | Russisches Museum                                                                   | Sankt Petersburg | RS-972              | 35,8 × 27,1                                            |
|                   | Motiv von 1919–20, gezeichnet Mitte 1920er | Entwurf für ein Stoffmuster | S-642-b               | Aquarell und Tusche auf Papier                           | Russisches Museum                                                                   | Sankt Petersburg | RS-974              | 36,2 × 27,0                                            |
|                   | Motiv von 1919–20, gezeichnet Mitte 1920er | Entwurf für ein Stoffmuster | S-642-c               | Bleistift und Aquarell auf Papier                        | Russisches Museum                                                                   | Sankt Petersburg | RS-973              | 35,6 × 27,0                                            |
|                   | Motiv von 1919–20, gezeichnet Mitte 1920er | Entwurf für ein Stoffmuster | S-642-d               | Aquarell auf Papier                                      | Russisches Museum                                                                   | Sankt Petersburg | RS-975              | 36,2 × 27,0                                            |
|                   | ca. 1920                                   | Entwurf für ein Dekor für ein Propagandazug (recto und verso) | S-643                 | Bleistift auf Papier                                     | Privatsammlung                                                                      | Athen            |                     | 17,9 × 21,5                                            |
|                   | 1929                                       | Entwurf für ein Dekor des Konferenzraumes der Panukrainischen Akademie der Wissenschaften in Kyjiw (recto) / Architektonische Komposition mit Postsuprematistischen Figuren (verso) | S-644                 | Pastellfarbe auf Papier                                  | Kunstmuseum                                                                         | Kyjiw            |                     | 31,0 × 44,0                                            |
|                   | 1930                                       | Umschlag für Knija isbrannych stichotworenij (Gedichtsammlung) von G. Petnikow | S-645                 | Buchdruck in drei Farben (2000 Ex.)                      | verschiedene                                                                        |                  |                     | 12,0 × 16,6                                            |
|                   | Mai 1927                                   | Malerei und architektonische Probleme (Projekt für einen wissenschaftlich-künstlerischen Film)                                                                                      | S-646                 | braune und rote Tusche auf Papier                        | Privatsammlung                                                                      | Deutschland      |                     | je 33,0 × 21,0 (drei Seiten)                           |
|                   | 1931                                       | Entwurf für eine Deckenmalerei im großen Saals des Roten Theaters in Leningrad | S-647-a               | rote Tusche auf Papier                                   | unbekannt (Sotheby’s, 26. November 2007, Lot 33)                                    |                  |                     | etwa 33,2 × 43,0                                       |
|                   | 1931                                       | Entwurf für eine Deckenmalerei im großen Saals des Roten Theaters in Leningrad | S-647-b               | rote Tusche und Bleistift auf Papier                     | Museum Ludwig                                                                       | Köln             | ML/Z 2011/065       | 15,0 × 21,4                                            |
|                   | 1931                                       | Entwurf für ein Deckengemälde für die Kuppel des Roten Theaters in Leningrad | S-648-a               | Aquarell auf Papier                                      | Privatsammlung                                                                      |                  |                     | 21,5 × 15,0                                            |
|                   | 1931                                       | Entwurf für ein Deckengemälde für die Kuppel des Roten Theaters in Leningrad | S-648-b               | Aquarell und Bleistift auf Papier                        | Privatsammlung                                                                      |                  |                     | 21,4 × 15,0                                            |
|                   | 1931                                       | Entwurf für ein Deckengemälde für die Kuppel des Roten Theaters in Leningrad | S-648-c               | Bleistift und Aquarell auf Papier                        | Museum Ludwig                                                                       | Köln             | ML/Z 2011/066       | 41,7 × 33,0                                            |
|                   | 1931                                       | Entwurf für ein Deckengemälde für die Kuppel des Roten Theaters in Leningrad | S-648-d               | Bleistift und Aquarell auf Papier                        | Privatsammlung                                                                      |                  |                     | 21,4 × 15,0                                            |
|                   | 1931                                       | Entwurf für das Dekor des Foyers des Roten Theaters in Leningrad, seitliche Pfeiler                                                                                                 | S-649-a               | Aquarell auf Papier                                      | Privatsammlung                                                                      | Schweiz          |                     | 15,0 21,4                                              |
|                   | 1931                                       | Entwurf für das Dekor des Foyers des Roten Theaters in Leningrad, mittige Pfeiler                                                                                                   | S-649-b               | Aquarell und Bleistift auf Papier                        | Museum Ludwig                                                                       | Köln             | ML/Z 2011/181       | 56,0 × 46,0                                            |
|                   | 1931                                       | Entwurf für das Dekor des Foyers des Roten Theaters in Leningrad, Pfeiler | S-649-c               | Aquarell und Bleistift auf Papier                        | Privatsammlung                                                                      |                  |                     | 29,8 × 23,2                                            |
|                   | 1931                                       | Entwurf für das Dekor des Foyers des Roten Theaters in Leningrad, Postamente der Pfeiler                                                                                            | S-649-d recto / verso | Aquarell und Bleistift auf Papier                        | Privatsammlung                                                                      |                  |                     | 23,0 × 30,0                                            |
|                   | 1931                                       | Entwurf für das Dekor des Foyers des Roten Theaters in Leningrad, Scheitelpunkt des mittleren Bogens                                                                                | S-649-e               | Aquarell und Gouache auf Papier                          | Privatsammlung                                                                      |                  |                     | 15,0 × 21,4                                            |
|                   | 1931                                       | Entwurf für das Dekor des Foyers des Roten Theaters in Leningrad, Eingangsrampe | S-649-f               | Bleistift und Aquarell auf Papier                        | Privatsammlung                                                                      |                  |                     | 21,4 × 15,0                                            |
|                   | 1931                                       | Entwurf der Farbigkeit der Treppe vom Foyer zum Obergeschoss des Roten Theaters in Leningrad                                                                                        | S-650-a               | Aquarell und Bleistift auf Papier                        | Privatsammlung                                                                      |                  |                     | 17,0 × 15,0                                            |
|                   | 1931                                       | Entwurf der Farbigkeit der Treppe des Foyer der Zweiten Etage des Roten Theaters in Leningrad                                                                                       | S-650-b               | Aquarell und Bleistift auf Papier                        | Privatsammlung                                                                      |                  |                     | 21,4 × 15,0                                            |
|                   | 1931                                       | Entwurf für ein Buffet im Foyer der Zweiten Etage des Roten Theaters in Leningrad                                                                                                   | S-651                 | Aquarell auf Papier                                      | Privatsammlung                                                                      |                  |                     | 15,0 × 21,0                                            |
|                   | 1931                                       | Farbstudie, Balkongesims des Roten Theaters in Leningrad | S-652-a               | Aquarell und Bleistift auf Papier                        | Privatsammlung                                                                      |                  |                     | 15,0 × 21,4                                            |
|                   | 1931                                       | Farbstudie, Dekor der Decke des Roten Theaters in Leningrad | S-652-b               | Aquarell und Bleistift auf Papier                        | Privatsammlung                                                                      |                  |                     | 21,5 × 15,0                                            |
|                   | 1931                                       | Farbstudie, Stuckpanele des Roten Theaters in Leningrad | S-652-c               | Aquarell auf Papier                                      | Privatsammlung                                                                      |                  |                     | 21,4 × 15,0                                            |
|                   | 1931                                       | Farbstudie für das Rote Theater in Leningrad | S-652-d               | Aquarell auf Papier (?)                                  | Privatsammlung                                                                      |                  |                     | 21,4 × 15,0                                            |
|                   | 1931                                       | Farbstudie für das Rote Theater in Leningrad | S-652-e               | Aquarell auf Papier (?)                                  | Privatsammlung                                                                      |                  |                     | 21,4 × 15,0                                            |
|                   | 1931                                       | Farbstudie mit kreuzförmigem Motiv für das Rote Theater in Leningrad | S-652-f               | Bleistift und Aquarell auf Papier                        | Privatsammlung                                                                      |                  |                     | 21,4 × 15,0                                            |
|                   | 1931                                       | Farbstudie für das Rote Theater in Leningrad | S-652-g               | Aquarell auf Papier                                      | Privatsammlung                                                                      |                  |                     | 14,0 × 48,0                                            |
|                   | ca. 1931                                   | Dekorative Komposition | S-653                 | Aquarell und Bleistift auf Papier                        | Privatsammlung                                                                      |                  |                     | 21,5 × 15,0                                            |
|                   | Erste Hälfte 1923                          | Halbtasse | S-654                 | Porzellan nach Gipsmodell                                | Museum der Lomonosow-Porzellanfabrik                                                | Sankt Petersburg |                     | 6,3 × 11,5 × 4,7                                       |
|                   | 1923                                       | Halbtasse (mit Dekor von Ilja Tschaschnik) | S-654 bis             | Porzellan nach Gipsmodell                                | Museum der Lomonosow-Porzellanfabrik                                                | Sankt Petersburg |                     | 6,3 × 11,5 × 4,7                                       |
| Russisches Museum | 1923                                       | Halbtasse (mit Dekor von Ilja Tschaschnik) | S-654 bis             | Porzellan nach Gipsmodell                                | Sankt Petersburg                                                                    | SF 27            |                     | 6,3 × 11,5 × 4,7                                       |
|                   | 1923                                       | Halbtasse (mit Dekor von Nikolai Suetin) | S-654 ter             | Porzellan nach Gipsmodell                                | Museum der Lomonosow-Porzellanfabrik                                                | Sankt Petersburg |                     | 6,3 × 11,5 × 4,7                                       |
|                   | Frühling 1923                              | Tasse | S-655                 | Porzellan nach Gipsmodell                                | Museum der Lomonosow-Porzellanfabrik                                                | Sankt Petersburg |                     | 6,5 × 7,0 × 5,0                                        |
|                   | Frühling 1923                              | Tasse | S-656                 | Porzellan nach Gipsmodell                                | Museum der Lomonosow-Porzellanfabrik                                                | Sankt Petersburg |                     | 7,0 × 8,7 × 8,5                                        |
|                   | Frühling 1923                              | Teekanne | S-657                 | Porzellan nach Gipsmodell                                | Museum der Lomonosow-Porzellanfabrik                                                | Sankt Petersburg |                     | 16,5 × 22,0 × 8,8                                      |
| Russisches Museum | Frühling 1923                              | Teekanne | S-657                 | Porzellan nach Gipsmodell                                | Sankt Petersburg                                                                    | Sf-1344-a und b  |                     | 16,5 × 22,0 × 8,8                                      |
|                   | Anfang 1930er                              | Flacon für das Parfum Sewernoje sijanije | S-658                 | Glas                                                     | verschiedene                                                                        |                  |                     | 20,0 × 10,0 × 7,0                                      |

## Suprematismus des Volumens (S-659 – S-703)
| Abbildung | Datierung                                        | Titel | Nakov 2002          | Technik                                    | Sammlung                                             | Ort              | Inventar-Nummer       | Format [cm]        |
| --------- | ------------------------------------------------ | --- | ------------------- | ------------------------------------------ | ---------------------------------------------------- | ---------------- | --------------------- | ------------------ |
|           | 1915                                             | Entwurf eines gegenstandslosen Volumen                                                                         | S-659               | Bleistift auf Papier                       | unbekannt (Sotheby’s, 29. November 2016, Lot 4)      |                  |                       | 11,2 × 16,4        |
|           | 1915                                             | Entwurf eines gegenstandslosen Volumen                                                                         | S-660               | Bleistift auf Papier                       | Privatsammlung                                       |                  |                       | 11,2 × 16,4        |
|           | 1915                                             | Suprematistische Komposition mit gegenstandslosen Volumen                                                      | S-661               | Öl auf Leinwand                            | unbekannt (zerstört?)                                |                  |                       | etwa 80 × 80       |
|           | Motiv von 1915, ausgeführt Ende 1918–Anfang 1919 | Suprematistische Komposition mit gegenstandslosen Volumen (in Puti twortschestwa, Nr. 5, S. 30, Charkiw, 1919) | S-662               | Lithografie                                | verschiedene                                         |                  |                       | 21,5 × 27,5        |
|           | 1915                                             | Komposition 9 t                                                                                                | S-663               | Bleistift auf Papier                       | Stedelijk Museum (Leihgabe der Stichting Khardzhiev) | Amsterdam        | 4.2001(032)           | 11,9 × 11,1        |
|           | Motiv von 1915, gezeichnet 1920er                | Suprematistische Komposition mit Volumen                                                                       | S-664               | Bleistift auf Papier                       | Städtisches Museum Mönchengladbach                   | Mönchengladbach  | Depot Etzold          | 11,0 × 9,0         |
|           | Motiv von 1915, gezeichnet 1920er                | Suprematistische Komposition mit Volumen                                                                       | S-665               | Bleistift auf Rechenpapier                 | Museum Ludwig                                        | Köln             | ML/Z 2011/038         | 7,7 × 10,2         |
|           | 1920er                                           | Skizze zweier suprematistischer Volumen                                                                        | S-666               | Bleistift auf Rechenpapier                 | unbekannt                                            |                  |                       | unbekannt          |
|           | Motiv von 1915, gezeichnet 1927                  | Suprematistische Elemente im Raum (für Malewitsch, Die Welt als Ungegenständlichkeit, 1927)                    | S-667               | Bleistift auf Papier                       | Kunstmuseum, Kupferstichkabinett                     | Basel            | 1969.51.23            | 20,5 × 26,5        |
|           | Motiv von 1915, gezeichnet 1926–27               | Suprematistische Volumen                                                                                       | S-668               | Bleistift auf Papier                       | Alexander Dorner Trust, Busch-Reisinger Museum       | Cambridge        |                       | 48,0 × 31,1        |
|           | 1915                                             | Komposition 3 l                                                                                                | S-669               | Bleistift auf Rechenpapier                 | Museum Ludwig                                        | Köln             | ML/Z 2011/058         | 16,4 × 11,1        |
|           | Motiv von 1915–17, gezeichnet 1918–19            | Konstruktion mit gegenstandslosen Volumen                                                                      | S-670               | Bleistift auf Papier                       | Privatsammlung                                       |                  |                       | 24,8 14,6          |
|           | Motiv von 1915, gezeichnet 1924 oder 1926        | Suprematistische Formen in Volumen a F / Skizzen magnetischer Kompositionen                                    | S-671 recto / verso | Bleistift auf Papier                       | Stedelijk Museum (Leihgabe der Stichting Khardzhiev) | Amsterdam        |                       | 29,5 × 23,3        |
|           | Motiv von 1918–19, gezeichnet 1920er             | Konstruktion mit gegenstandslosen Volumen                                                                      | S-672               | Bleistift auf Papier                       | Privatsammlung                                       |                  |                       | 16,7 × 8,2         |
|           | Motiv von 1915, gezeichnet ca. 1925–26           | Suprematistische Formel des Jahres 1913                                                                        | S-673               | Bleistift und Aquarell auf Papier          | Russisches Museum                                    | Sankt Petersburg | RB-23163              | 36,0 × 54,0        |
|           | Motiv von 1916, gemalt 1925–26                   | Räumlicher Suprematismus                                                                                       | S-674               | Bleistift, Gouache und Aquarell auf Papier | Russisches Museum                                    | Sankt Petersburg | RB-23098              | 36,1 × 54,1        |
|           | 1920er, später gezeichnet (1926–28 ?)            | Topografische Skizze mit architektonischen Elementen / recto: S-142                                            | S-675               | Bleistift auf Papier                       | Museum Ludwig                                        | Köln             | ML/Z 2011/037 (verso) | 20,4 × 14,0        |
|           | etwa 1925–30                                     | Architektonische Elemente                                                                                      | S-676 recto / verso | Bleistift auf Papier                       | Privatsammlung                                       |                  |                       | 31,5 42,0          |
|           | Ende 1920er                                      | Figurative und architektonische Elemente                                                                       | S-677               | Bleistift auf Papier                       | Privatsammlung                                       |                  |                       | 19,5 × 33,0        |
|           | Motiv nach 1919, gezeichnet ca. 1924–26          | Entwurf für eine architektonische Struktur                                                                     | S-678               | Bleistift auf Papier                       | Stedelijk Museum                                     | Amsterdam        | A 7696                | 53,5 × 35,0        |
|           | 1923–24                                          | Planiten, Häuser der Zukunft                                                                                   | S-679               | vielleicht Aquarell auf Papier             | unbekannt (zerstört?)                                |                  |                       | unbekannt          |
|           | Motiv von 1920–21, gezeichnet 1923–24            | Zukünftige Planiten, Häuser für Erdenmenschen                                                                  | S-680               | Bleistift auf Papier                       | Stedelijk Museum                                     | Amsterdam        | A 7684                | 39,0 × 29,5        |
|           | Motiv von 1920–21, später gezeichnet (1924 ?)    | Zukünftige Planiten, Häuser für Erdenmenschen                                                                  | S-680 bis           | Bleistift auf Papier                       | Russisches Museum                                    | Sankt Petersburg | RS-20482              | 44,0 × 30,8        |
|           | 1924                                             | Haus des zukünftigen Leningrads (Haus eines Piloten)                                                           | S-681               | Bleistift auf Papier                       | Stedelijk Museum                                     | Amsterdam        | A 7698                | 30,5 × 45,0        |
|           | 1924                                             | Haus des zukünftigen Leningrads (Haus eines Piloten)                                                           | S-681 bis           | Bleistift auf Papier                       | Museum of Modern Art                                 | New York         | 250.1935              | 31,1 × 43,9        |
|           | spätestens 1926                                  | Haus des zukünftigen Leningrads (Haus eines Piloten)                                                           | S-681 ter           | Tusche (?) auf Papier                      | unbekannt (zerstört?)                                |                  |                       | ca. 300 × 250      |
|           | Motiv von 1920, gezeichnet 1923–24               | zeitgenössische Geräte, Luftbild                                                                               | S-682               | Bleistift auf Papier                       | Stedelijk Museum                                     | Amsterdam        | A 7688                | 36,0 × 53,5        |
|           | ca. 1926–27                                      | suprematistisches Städtebauprojekt                                                                             | S-683               | Tusche und Bleistift auf Papier            | unbekannt (zerstört?)                                |                  |                       | unbekannt          |
|           | 1923                                             | Dynamische Konstruktion                                                                                        | S-684               | Aquarell und Tusche auf Papier (?)         | unbekannt (zerstört?)                                |                  |                       | unbekannt          |
|           | 1923                                             | Dynamische Konstruktion                                                                                        | S-684 bis           | Aquarell (?) auf Papier                    | unbekannt (zerstört?)                                |                  |                       | unbekannt          |
|           | 1923–24                                          | Entwurf eines Architekton des Typs Alpha                                                                       | S-685-a             | unbekannt (Tusche, Aquarell?)              | unbekannt (zerstört?)                                |                  |                       | unbekannt          |
|           | 1923–24                                          | Entwurf eines Architekton des Typs Alpha                                                                       | S-685-b             | unbekannt (Aquarell?)                      | unbekannt (zerstört?)                                |                  |                       | unbekannt          |
|           | 1924                                             | Entwurf eines Architekton des Typs Alpha                                                                       | S-686               | unbekannt                                  | unbekannt (zerstört?)                                |                  |                       | unbekannt          |
|           | Motiv von 1920–21, gezeichnet ca. 1925–30        | Entwurf eines Architekton des Typ Alpha / (verso: Zeichnung, vielleicht von Nikolai Suetin)                    | S-687               | blaue Tusche auf Karton                    | Stedelijk Museum (Leihgabe der Stichting Khardzhiev) | Amsterdam        |                       | 8,0 × 6,7          |
|           | um 1924–26                                       | Neun Elemente eines Architektons                                                                               | S-688               | weißer Gips                                | Privatsammlung                                       |                  |                       | verschiedene Maße  |
|           | Motiv von 1922, angefertigt 1923–24              | Zweite Phase der Entwicklung des Suprematismus                                                                 | S-689               | unbekannt                                  | unbekannt (zerstört?)                                |                  |                       | unbekannt          |
|           | Motiv von 1920, angefertigt 1925–26              | Architekton des Typs Alpha                                                                                     | S-690               | Gips und Holz                              | Russisches Museum                                    | Sankt Petersburg | SK-2052               | 31,5 × 34,0 × 80,5 |
|           | Motiv von 1920–22, angefertigt 1926              | Architekton des Typs Alpha                                                                                     | S-690 bis           | weißer Gips                                | unbekannt                                            |                  |                       | unbekannt          |
|           | vor 1926                                         | Architekton Form A                                                                                             | S-691               | weißer Gips und farbige Glasplatten        | unbekannt (zerstört?)                                |                  |                       | unbekannt          |
|           | 1923–26                                          | Architekton des dynamischen Typs                                                                               | S-692               | Gips und bemaltes Holz (?)                 | unbekannt                                            |                  |                       | etwa 40 × 30 × 100 |
|           | vor 1926                                         | Architekton des Typs C                                                                                         | S-693               | weißer Gips und farbige Glasplatten        | unbekannt (zerstört?)                                |                  |                       | unbekannt          |
|           | ca. 1925–26                                      | Entwurf eines Architekton des Typs Alpha                                                                       | S-694               | braune Tusche auf Papier                   | Stedelijk Museum (Leihgabe der Stichting Khardzhiev) | Amsterdam        |                       | 22,2 × 14,3        |
|           | Motiv von 1922–23, angefertigt 1926              | Architekton des Typs Beta                                                                                      | S-695               | Gips                                       | Musée National d’Art Moderne                         | Paris            | AM 1978-877           | 27,3 × 59,5 × 99,3 |
|           | Motiv von 1923, angefertigt 1926                 | Architekton des Typs Gota                                                                                      | S-696               | Gips                                       | Musée National d’Art Moderne                         | Paris            | AM 1978-878           | 85,2 × 48,0 × 58,0 |
|           | Motiv von 1923, angefertigt 1926                 | Architekton des Typs Gota                                                                                      | S-696 bis           | Gips                                       | Russisches Museum                                    | Sankt Petersburg | SK-2088               | 85,3 × 56,0 × 52,5 |
|           | 1926                                             | Architekton des Typs Gota 2-a                                                                                  | S-697               | Gips                                       | Musée National d’Art Moderne                         | Paris            | AM 1978-879           | 57,0 × 26,0 × 36,0 |
|           | 1926                                             | Architekton des Typs Zeta                                                                                      | S-698               | Gips                                       | Musée National d’Art Moderne                         | Paris            | AM 1978-880           | 79,4 × 56,7 × 71,4 |
|           | 1926                                             | Elemente eines Architektons des Typs Gota                                                                      | S-699               | Gips                                       | Museum Ludwig                                        | Köln             | ML-1310               | 6,5 × 2,0 × 3,5    |
|           | 1927                                             | Suprematistische Säule                                                                                         | S-700               | Gips                                       | Tretjakow-Galerie                                    | Moskau           |                       | 86,0 × 30,0 × 30,0 |
|           | 1927–28                                          | Suprematistische Säule                                                                                         | S-701               | Gips                                       | unbekannt (zerstört?)                                |                  |                       | unbekannt          |
|           | 1927–28                                          | Säule Lukos | S-702               | Gips                                       | unbekannt (zerstört?)                                |                  |                       | Höhe etwa 150–180  |
|           | 1930–32                                          | Gedenksäule Das Land der Sowjets                                                                               | S-703               | Gips                                       | unbekannt (zerstört?)                                |                  |                       | Höhe etwa 200      |